# Географія Ізраїлю
Ізраїль — західноазійська країна, що лежить на східному узбережжі Середземного моря . Загальна площа країни 20 770 км² (154-те місце у світі), з яких на суходіл припадає 20 330 км², а на поверхню внутрішніх вод — 440 км². Площа країни приблизно дорівнює площі Львівської області України. 

## Назва
Офіційна назва — Держава Ізраїль, Ізраїль (івр. יִשְׂרָאֵל; араб. إِسْرَائِيلُ). Назва країни, утвореної 1948 року на основі рішення Генеральної Асамблеї ООН від 29 листопада 1947 року походить від біблійного терміну Ізраїль. У ній це слово означало як Землю Ізраїльську (івр. אֶרֶץ יִשְׂרָאֵל — Е́рец-Ісрае́ль), так і власне весь єврейський народ. Згідно з Книгою Буття патріарх Яків після боротьби з ангелом Бога отримує ім'я Ізраїль, тобто той, хто боровся з Богом. За іншою версією, це ім'я походить від дієслова «сарар», що означає управляти, бути сильним, мати владу, дану зверху. Згодом, єврейський народ, який походить від Якова, став називатися Дітьми Ізраїлю, Народом Ізраїлю або просто ізраїльтянами. Перша в історії згадка слова Ізраїль була знайдена на стелі Мернептаха на території Стародавнього Єгипту (кінець XIII століття до н. е.) та належить до єврейського народу. Після смерті царя Соломона 928 року до н. е. об'єднане Ізраїльське царство розділилося на Північне (Ізраїль) та Південне царства (Юдея, івр. יְהוּדָה — Земля Єхуди), а в 727 року до н. е. назва південного царства поширилась на територію обох царств. Пізніше територія Ізраїлю називалася Сирійська Палестина, або просто Палестина.

## Історія дослідження території
Територія країни належить до одних найбільш древніх освоєних людиною територій — сліди місцевих землеробських цивілізацій відомі з початку голоцену.

## Географічне положення
Ізраїль — західноазійська країна, що межує з шістьма іншими країнами: на південному заході — з Єгиптом (спільний кордон — 208 км) і сектором Газа Палестинської держави (59 км), на сході — з Йорданією (307 км) і Західним берегом Йордану (330 км), на півночі — з Ліваном (81 км) і Сирією (83 км). Загальна довжина державного кордону — 1068 км. Через істотні територіальні суперечки кордони Ізраїлю визначені неточно. Більшістю країн кордоном визнається так звана Зелена лінія, роздільна лінія, встановлена при підписанні угоди про припинення вогню після війни 1948—1949 років, що обмежує територію загальною площею 20 770 км². Проте під фактичним контролем Ізраїлю знаходиться ряд інших територій, деякі з них офіційно анексовані: Голанські висоти (1176 км²), територія Східного Єрусалима (70 км²). Разом із палестинськими територіями територія Ізраїлю становить 27 799 км².
Ізраїль на заході омивається водами Середземного моря, Атлантичного океану, на півдні має вихід до вод Червоного моря, Індійського океану (Акабська затока). Загальна довжина морського узбережжя 273 км.

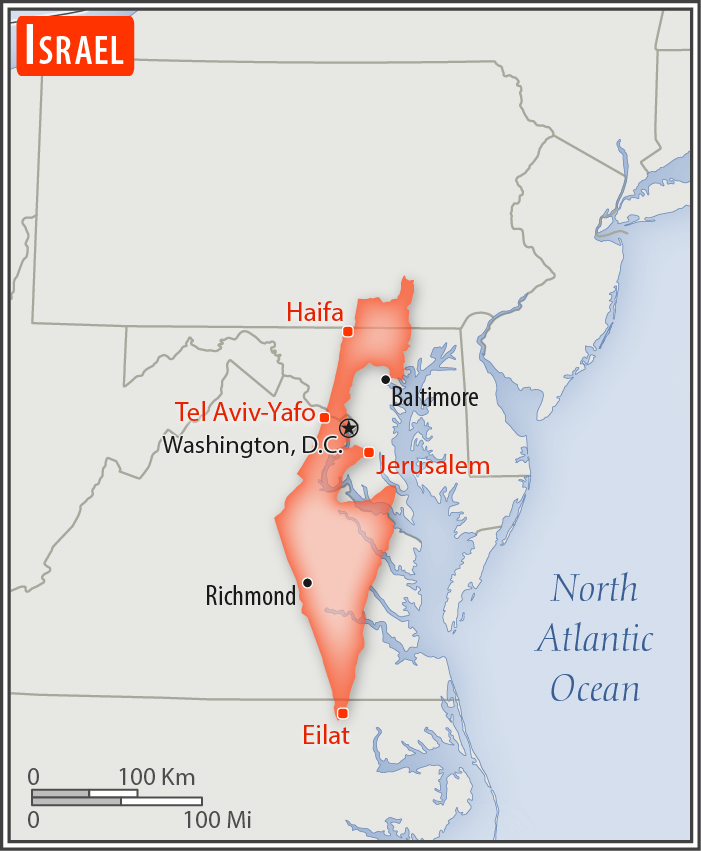
Порівняння розмірів території Ізраїлю та США

Згідно з Конвенцією Організації Об'єднаних Націй з морського права (UNCLOS) 1982 року, протяжність територіальних вод країни встановлено в 12 морських миль (22,2 км). Континентальний шельф — до глибин придатних до експлуатації.

### Крайні пункти
Ізраїль, у межах міжнародно визнаної Зеленої лінії, лежить між 33°17′ і 29°29′ паралелями північної широти, 34°16′ і 35°40′ меридіанами східної довготи.
| Метула КПП Таба трифінія Данclass=notpageimage\| Крайні пункти Ізраїлю |

Крайні пункти:
- крайня північна точка — поблизу поселення Метула 33°17′00″ пн. ш. 35°34′00″ сх. д. / 33.28333° пн. ш. 35.56667° сх. д.;
- крайня південна точка — поблизу КПП Таба 29°29′00″ пн. ш. 34°54′00″ сх. д. / 29.48333° пн. ш. 34.90000° сх. д.;
- крайня західна точка — трифінія ізраїльсько-єгипетсько-палестинського кордону 31°13′00″ пн. ш. 34°16′00″ сх. д. / 31.21667° пн. ш. 34.26667° сх. д.;
- крайня східна точка — поблизу кібуцу Дан 33°14′00″ пн. ш. 35°40′00″ сх. д. / 33.23333° пн. ш. 35.66667° сх. д..

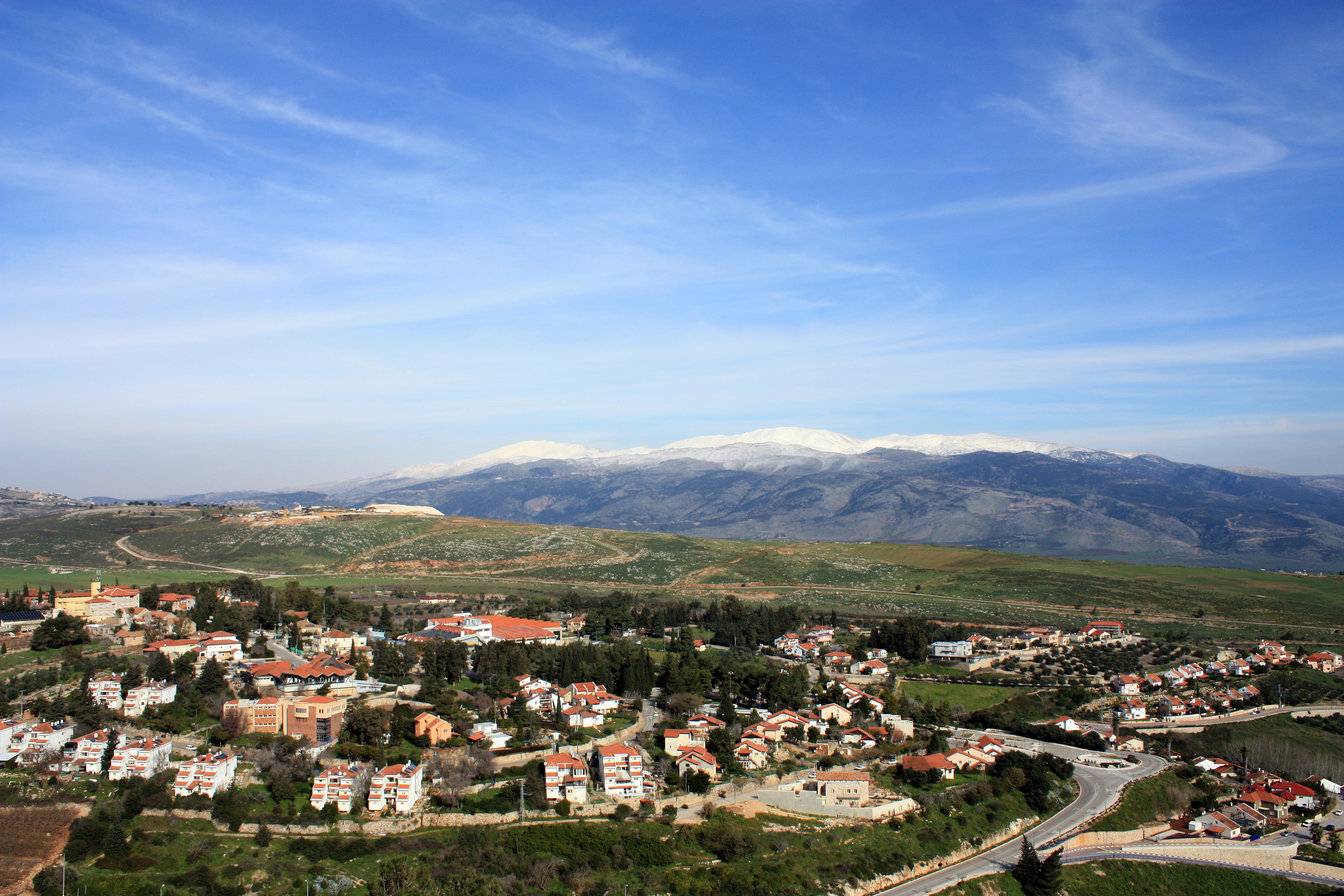
Метула
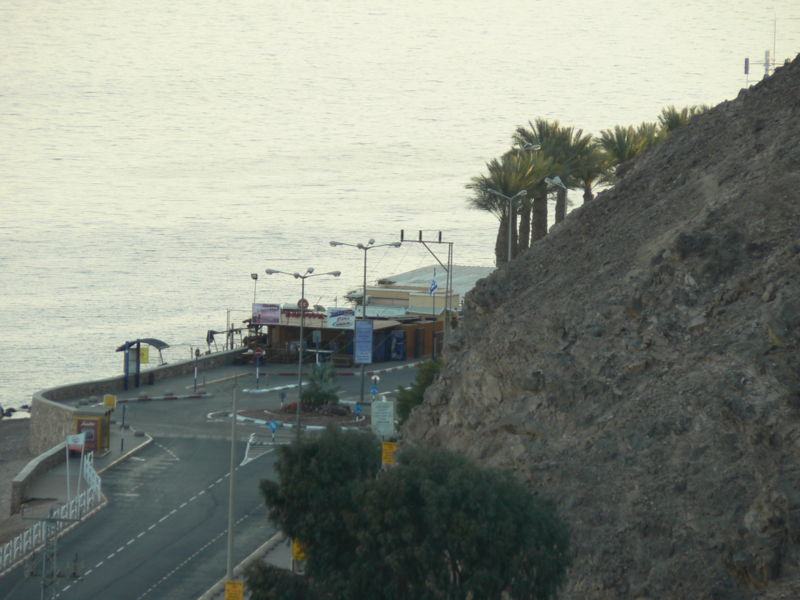
КПП Таба
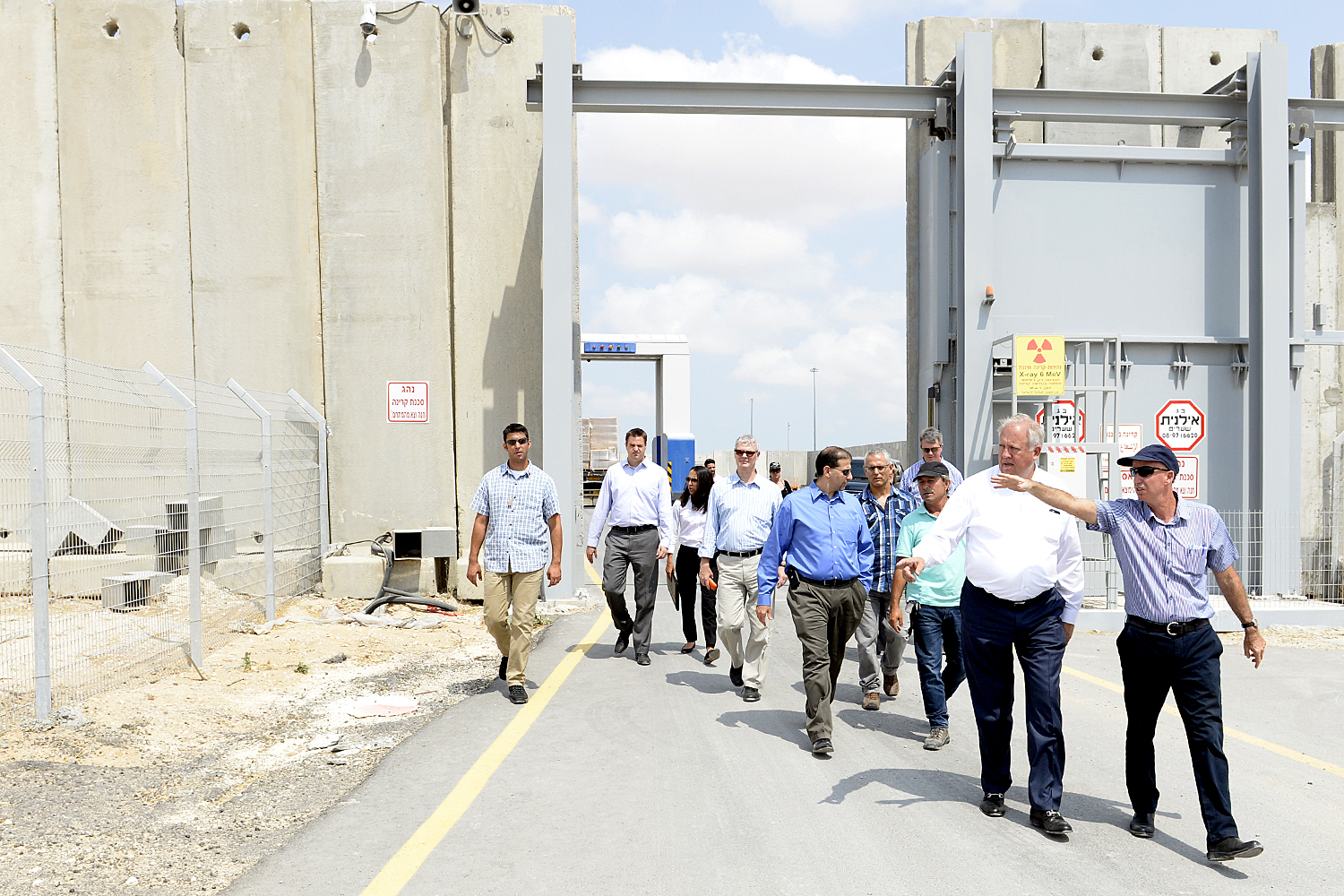
КПП Керем-Шалом поблизу трифінії
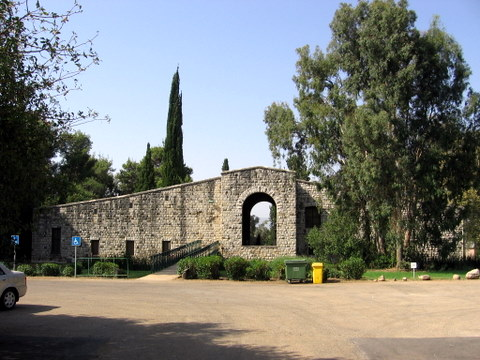
Кібуц Дан

### Час
Час в Ізраїлі: UTC+2 (той самий час, що й у Києві). Літній час вводиться у п'ятницю що передує останній неділі березня переводом годинникової стрілки на 1 годину вперед, скасовується в останню неділю жовтня переводом годинникової стрілки на 1 годину назад.

## Геологія
Ізраїль розділений з півночі на південь гірським хребтомяка його назва?, що простягнувся паралельно узбережжю річки; Єрусалим знаходиться на вершині цього хребта. Зі сходу країну обмежує великий грабен, що привів до утворення Йорданської рифтової долини.
Територія країни складена переважно породами мезозою, третинної та четвертинної систем. Найбільш широко поширені верхньокрейдяні відклади, представлені вапняками, мергелями та доломітами, що мають потужність до 750 м. Третинні відклади (вапняки та пісковики) поширені в прибережній частині і на плато Галілея. В ізраїльській частині долини річки Йордан зустрічаються потужні алювіальні утворення. На півночі біля узбережжя також значні відкладення крейди, з якої сформовані такі формації як Рош-ха-Нікра.
Уздовж вапнякових шарів велика кількість води стікає на схід, утворюючи кілька джерел біля Мертвого моря, навколо кожного з яких виникла оаза — зокрема населені оази Ейн-Геді та Ейн-Бокек.
Через хімічну ерозію вапняків, в цих шарах отримали широкого розвитку карстові процеси. Хоча карстових печер тут багато, лише одна відкрита для відвідувачів. Також на території Ізраїлю багато невеликих природних печер, що історично використовувалися як укриття, склади, місця зібрань.

### Корисні копалини
Надра Ізраїлю багаті на ряд корисних копалин: калійні солі, мідь, природний газ, фосфати, магній, каолін, пісок. У Неґеві знаходяться крупні родовища фосфоритів, звідки продукція доставляється по залізниці до обробних підприємств, розташованих в районі Хайфи. 2003 року було видобуто близько 1 млн т фосфатних руд, що ставить Ізраїль на 8-е місце у світі за їхнім видобутком. З вод Мертвого моря витягують калійні, натрієві, та бромові солі, що використовуються в сільському господарстві і фармацевтичній промисловості. Так, виробництво калійної солі в 2003 році склало 2,05 млн т, велика частина видобутку йде на експорт. Мідні копальні в Міхрот-Тімні (місце легендарних «копалень царя Соломона») були відкриті для експлуатації в 1955 році, але в 1976 році, після падіння світових цін на мідь, були законсервовані.
У Неґеві видобувають глини для виробництва цеглини й черепиці, будівельний камінь, мармур та кварцовий пісок для скляної промисловості. У багатьох кар'єрах ведуться розробки мергелевих глин, що використовуються для виготовлення цементу.

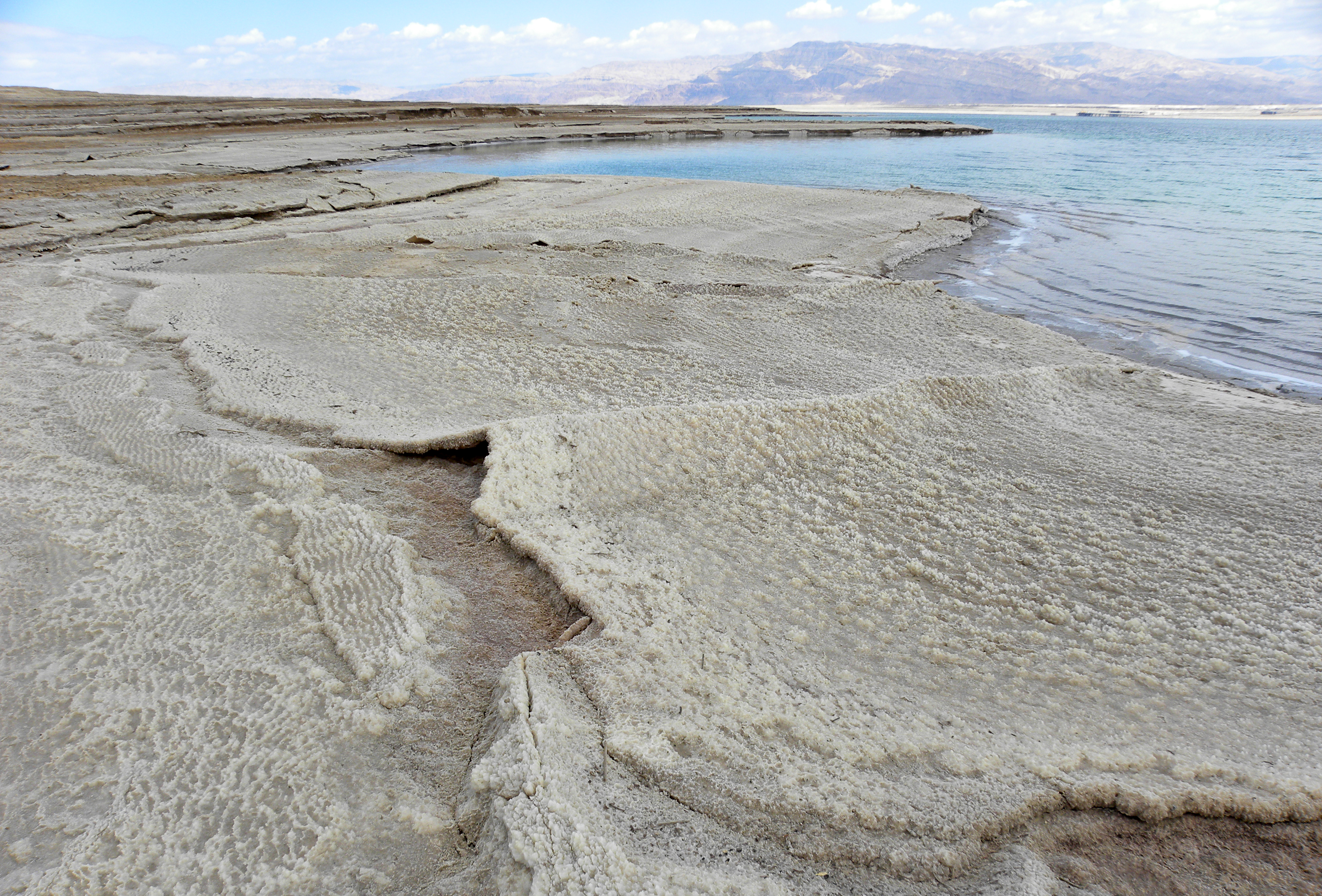
Соляні корки на берегах Мертвого моря
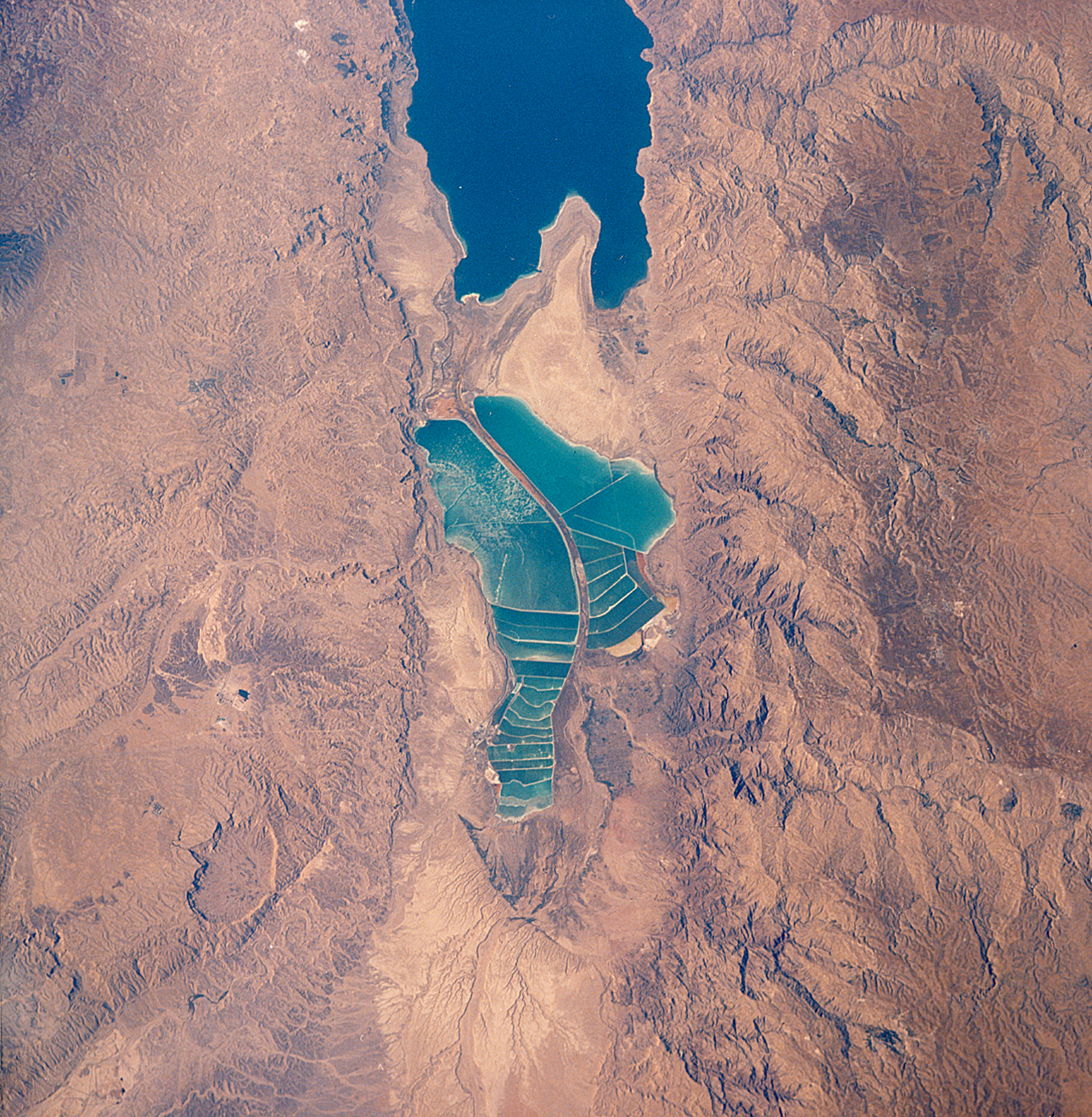
Випарювальні соляні басейни Мертвого моря з космосу
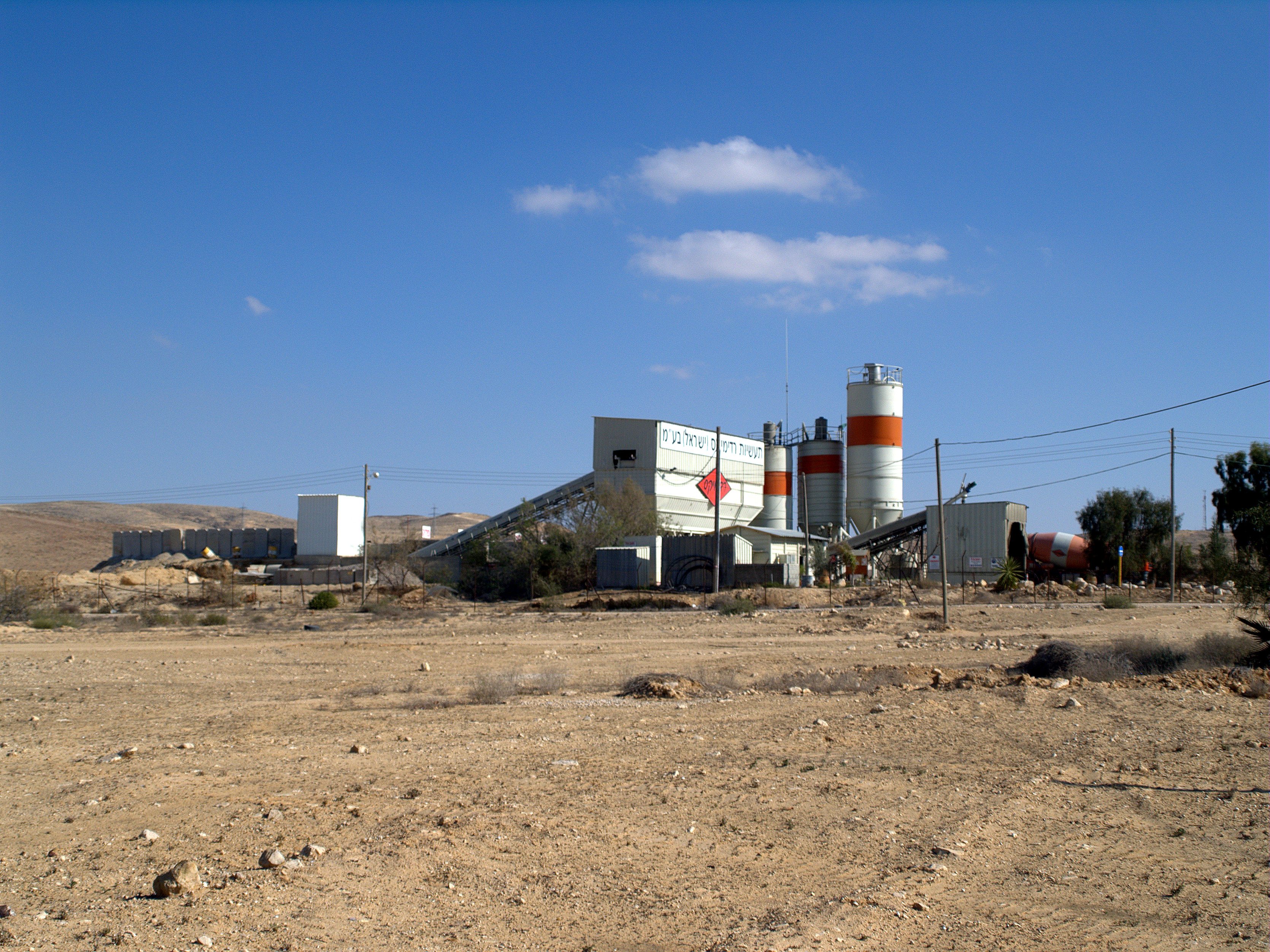
Цементний завод в пустелі Неґев

У верхньокрейдяних відкладах зустрічаються поклади бітумів. Також в країні наявні родовища залізної, хромової та марганцевої руд, торфу, на крайньому півдні країни — коштовне каміння. В пустелі Неґев є невеликі запаси горючих сланців та слюди.
У країні є невеликі запаси нафти (1,92 млн барелів станом на 2002) і природного газу (45 млрд м³, 2003 рік). Об'єм видобутку нафти неухильно скорочується (з 550 тис. т в 1996 році до 5 тис. т в 2003 році). Нині ведуться роботи з використання як палива глинистих сланців. Крім того, як джерело енергії широко використовується сонячна енергетика (перш за все, для нагрівання води у домах), а в пустелі Неґев ведеться будівництво великої сонячної електростанції.

## Рельєф
Середні висоти — 508 м; найнижча точка — уріз води Мертвого моря (-408 м); найвища точка — гора Мерон (1208 м), або гора Хермон на окупованих у Сирії Голанських висотах (2814 м). Ізраїльська прибережна рівнина простягається уздовж східного узбережжя, переривається лише горою Кармель біля затоки Хайфа. Ширина рівнини від 5 км на півночі до 40 км на півдні. На схід від рівнини простягається система центральних пагорбів і невисоких гір. На півночі вони утворюють нагір'я Галілею, підвищену рівнину висотою в середньому 600—700 м, максимальна висота — гора Мерон (1208 м). Гори мають складчасто-брилову будову, однак у рельєфі складчастість не дуже виражена. Круті схили масивів у багатьох районах прорізані вузькими та глибокими долинами. На південь від Галілеї, на території правого берега річки Йордан, знаходяться пагорби Самарії висотою близько 800 м, розділені численними родючими долинами, такими як Їзреел. На південь від Єрусалима, знову на території Західного берегу, знаходяться пагорби Юдеї, найвища точка — гора Хеврон (1026 м), середні висоти 610 м. На схід від центральної смуги пагорбів лежить великий грабен — Йорданська рифтова долина. Долиною тече річка Йордан. На південь від Мертвого моря долина продовжується до Акабської затоки у вигляді долини Арава.

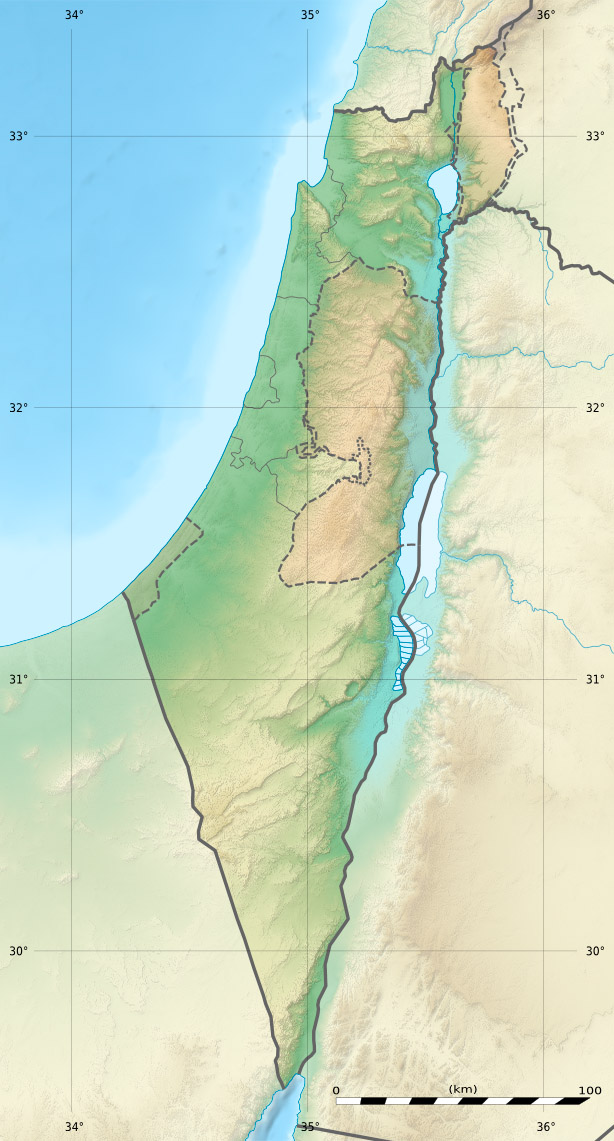
Рельєф Ізраїлю
Рельєф Ізраїлю
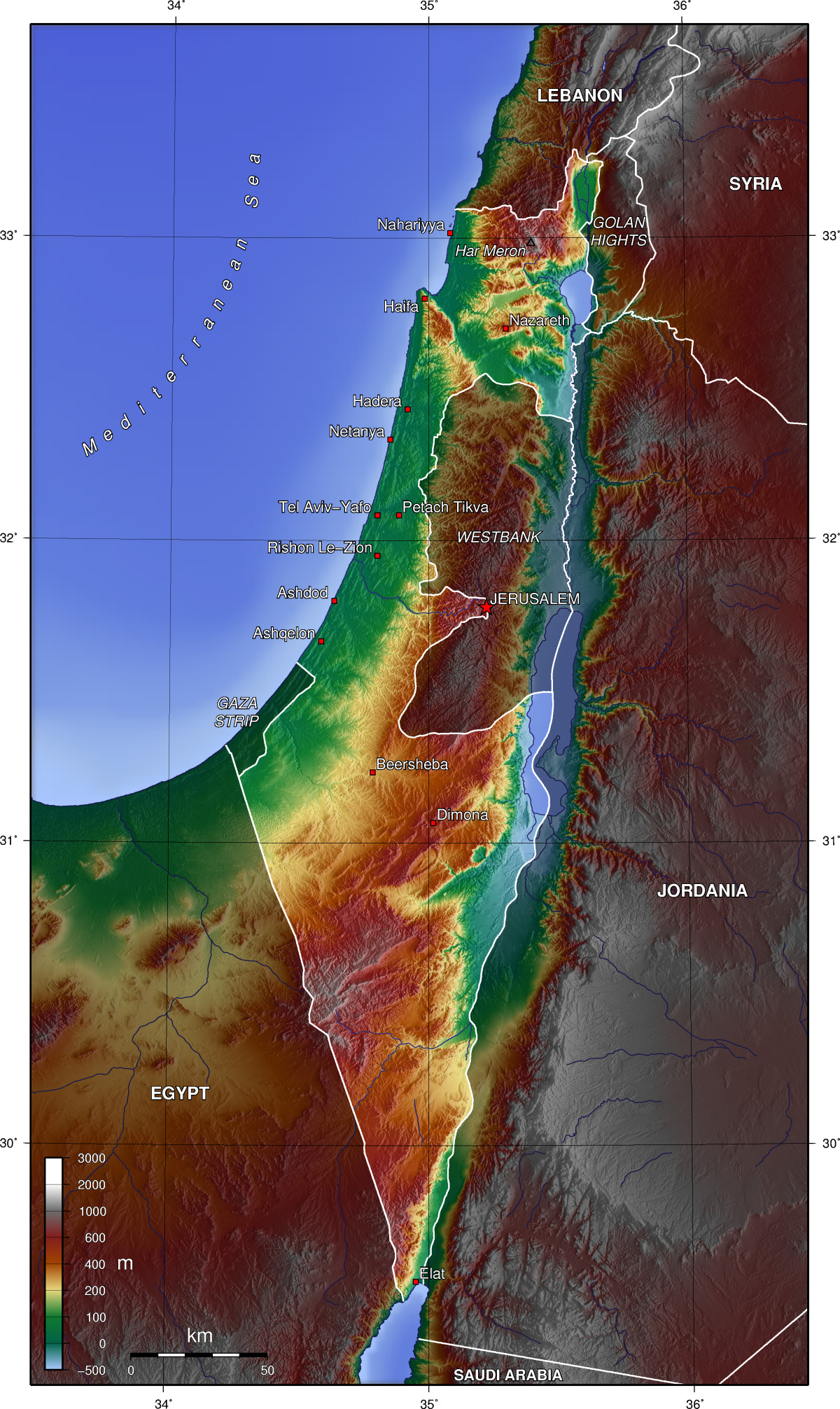
Рельєф Ізраїлю
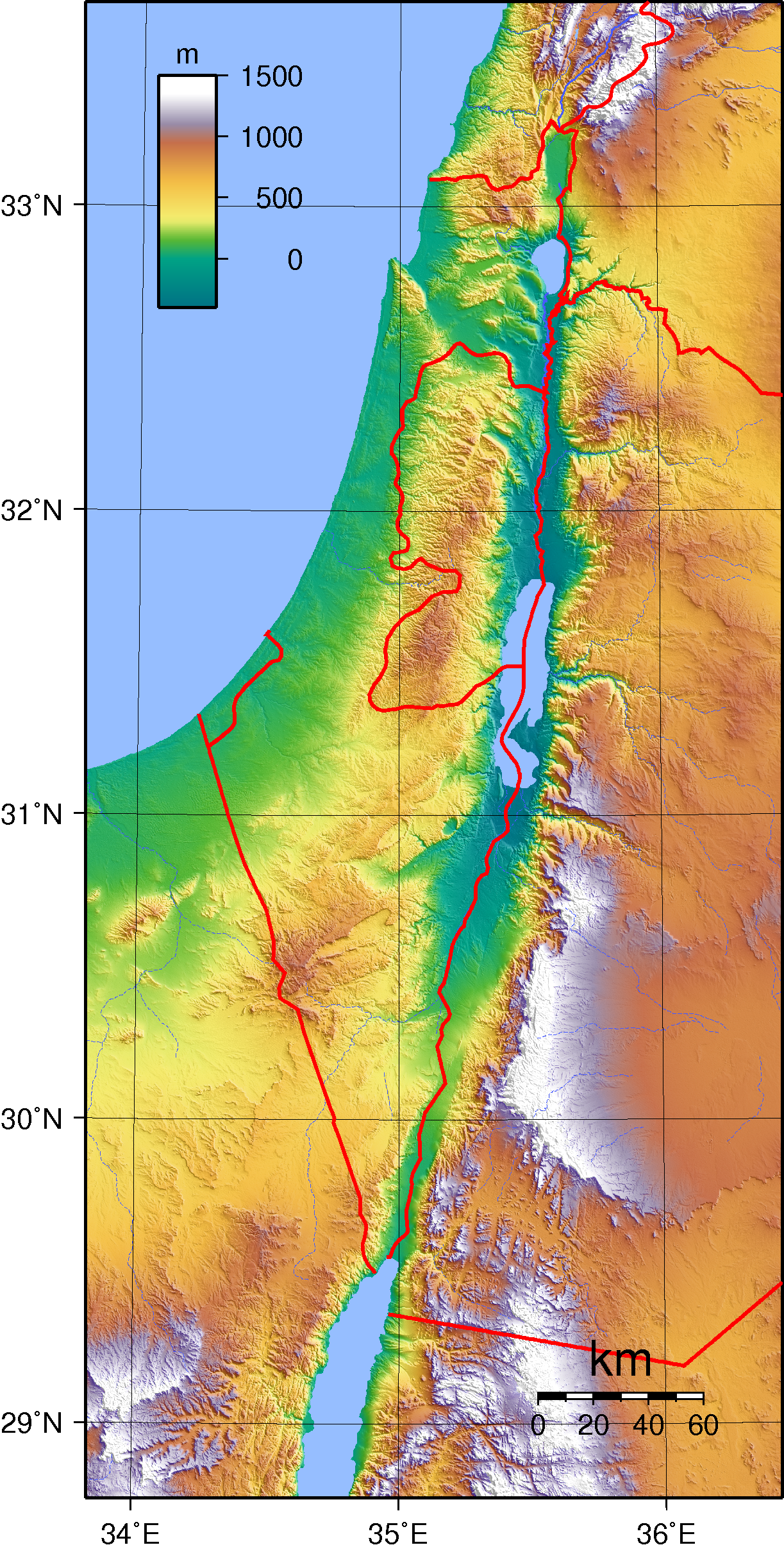
Гіпсометрична карта Ізраїлю
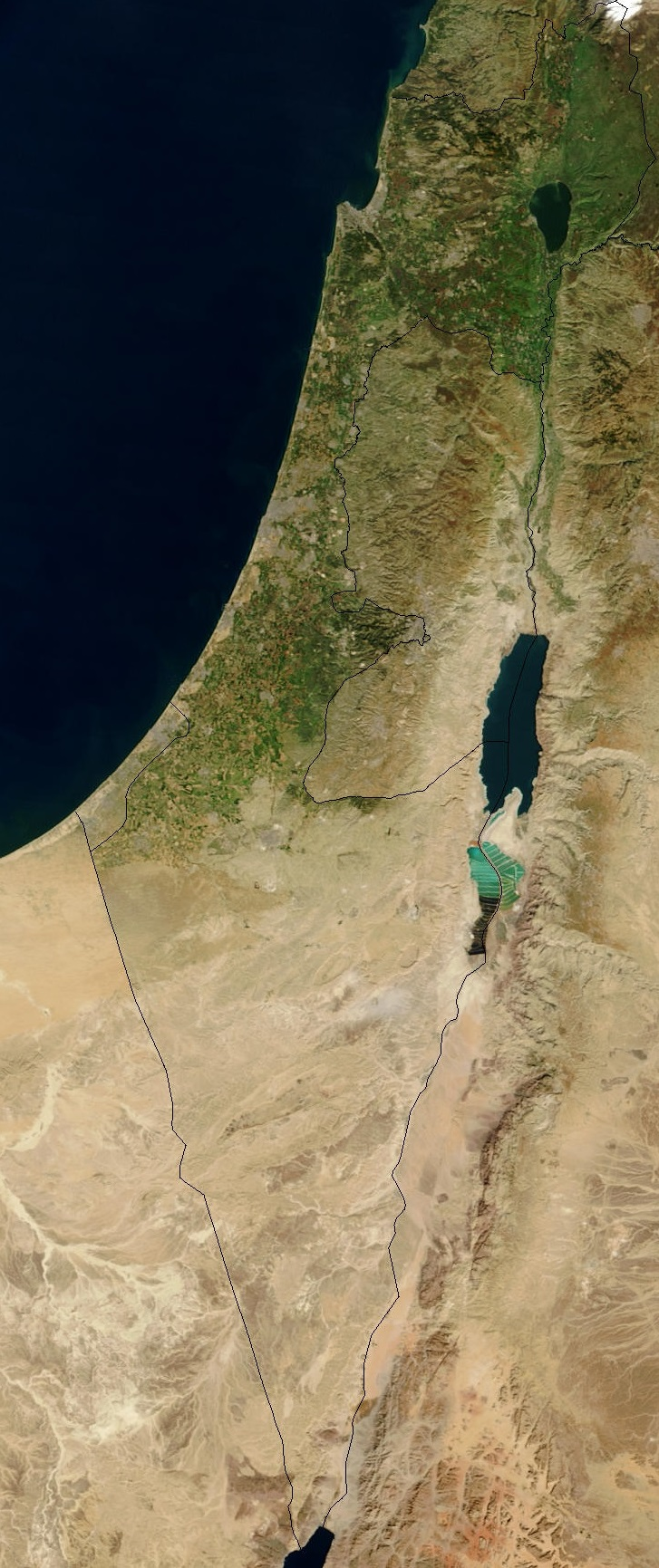
Супутниковий знімок поверхні країни
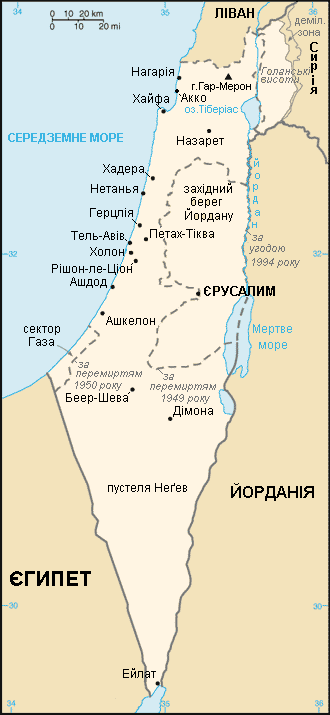
Карта країни (англ.)

Пустеля Неґев на півдні є продовженням Синайської пустелі. Пустеля формує великий трикутник з основою уздовж лінії між містом Беер-Шева, Мертвим морем та пагорбами Юдеї, і з вершиною біля міста Ейлат на південному кінці країни. Унікальною особливістю рельєфу цього району є кілька кратероподібних западин — «махтеш»: Махтеш-Рамон, Махтеш-Ґадоль і Махтеш-Катан. Пустеля дещо перекривається з іншими топографічними районами країни.

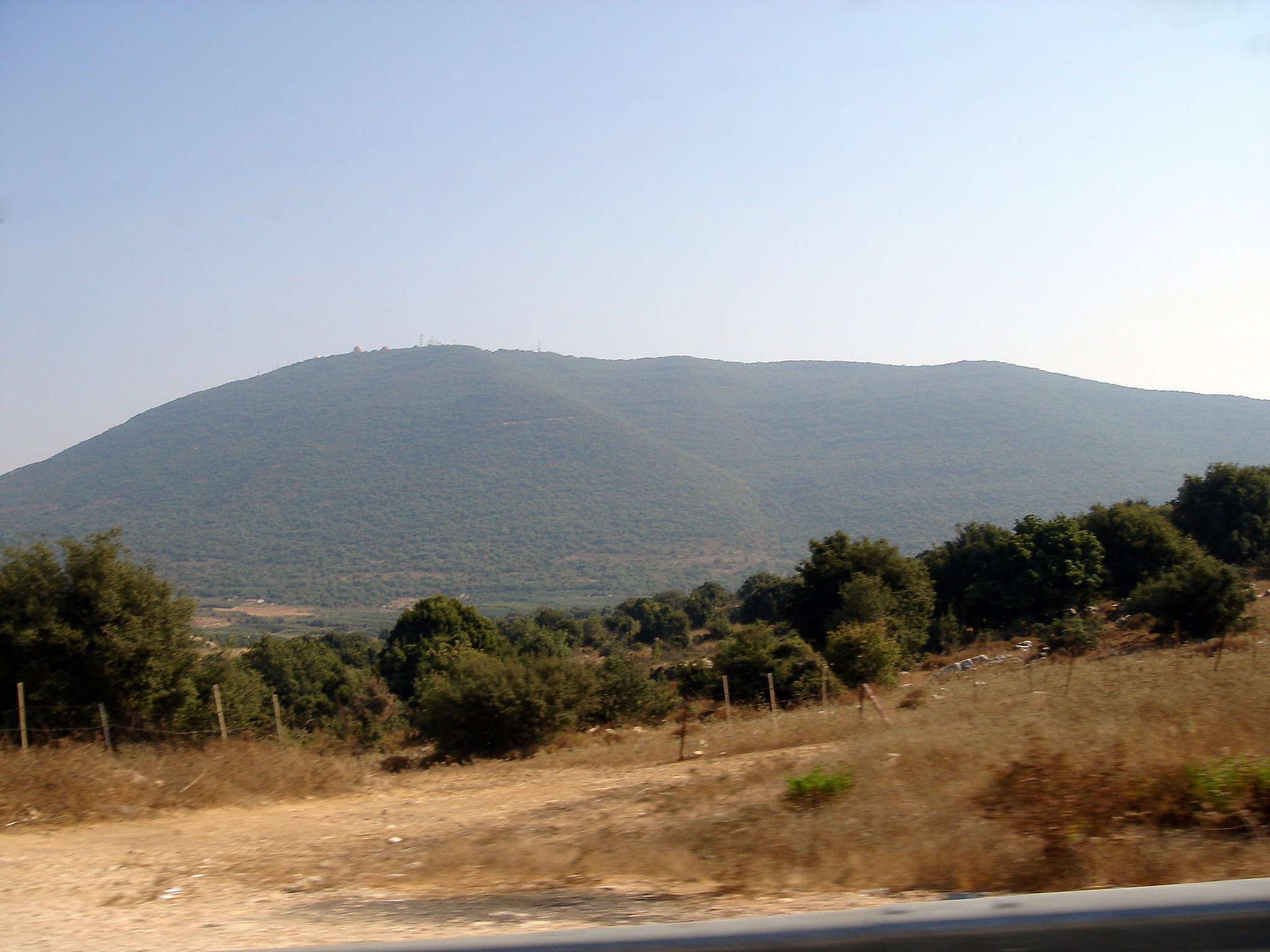
Північні схили Мерону
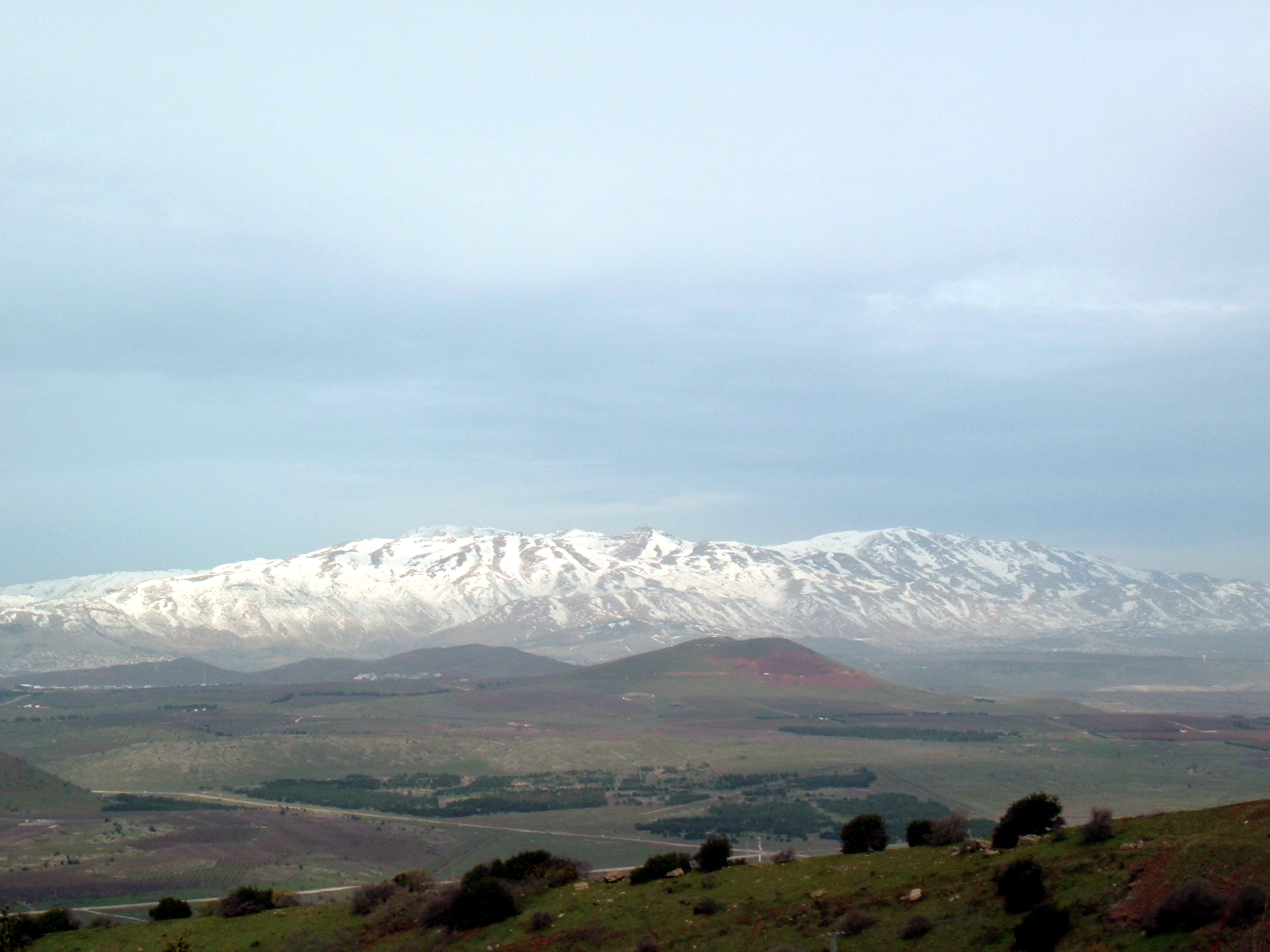
Гора Хермон, Антиліван на Голанських висотах
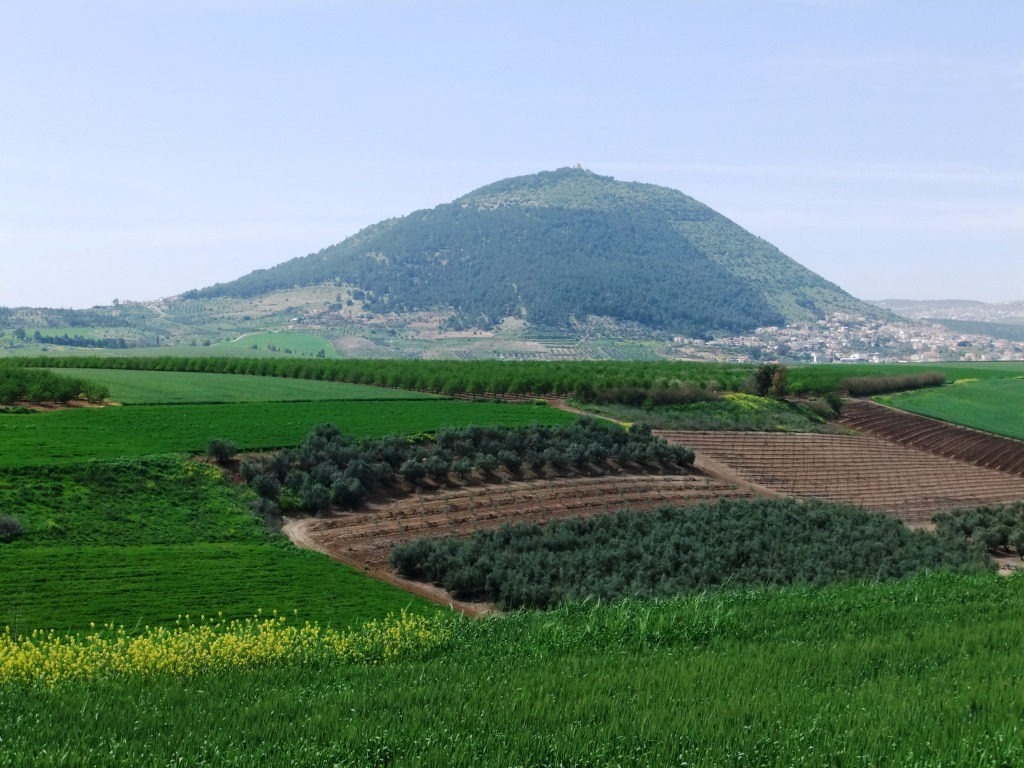
Гора Фавор
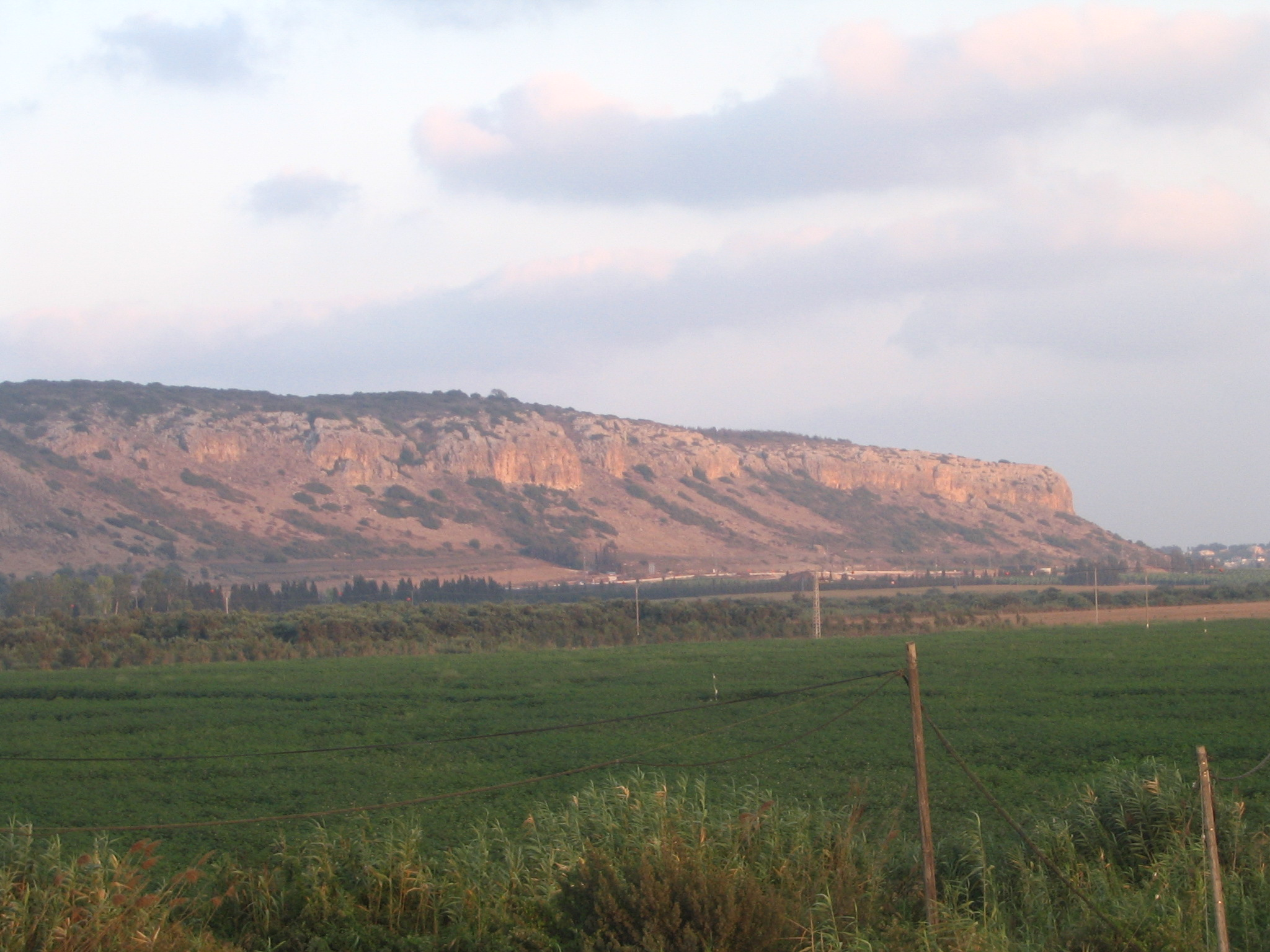
Гора Кармель
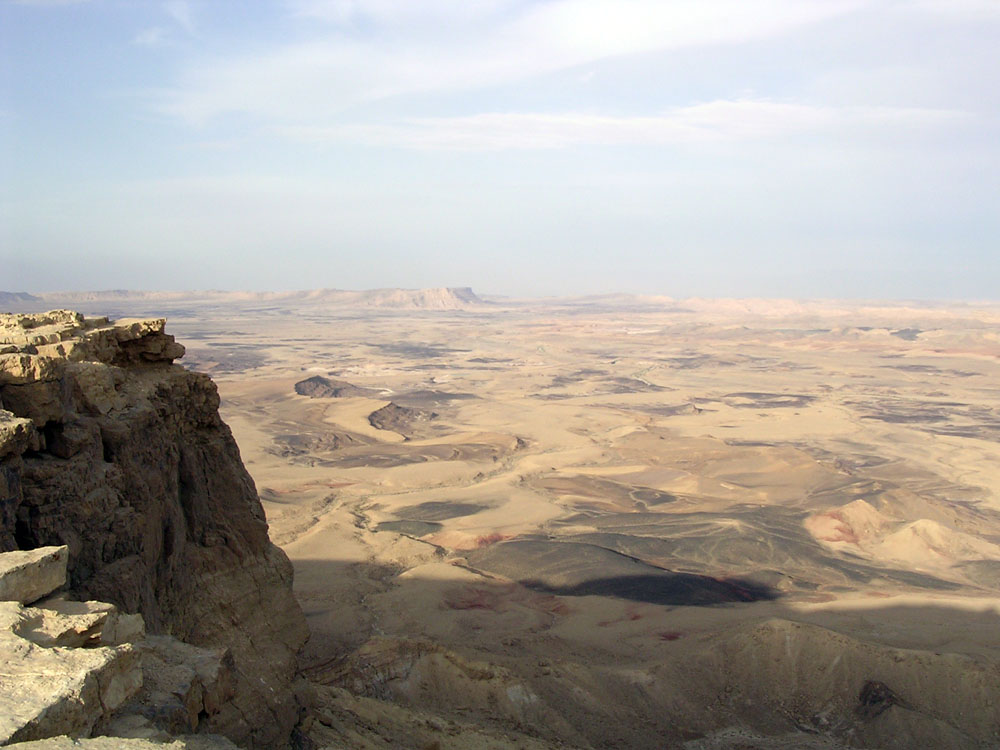
Пустеля Негев з гори Рамон
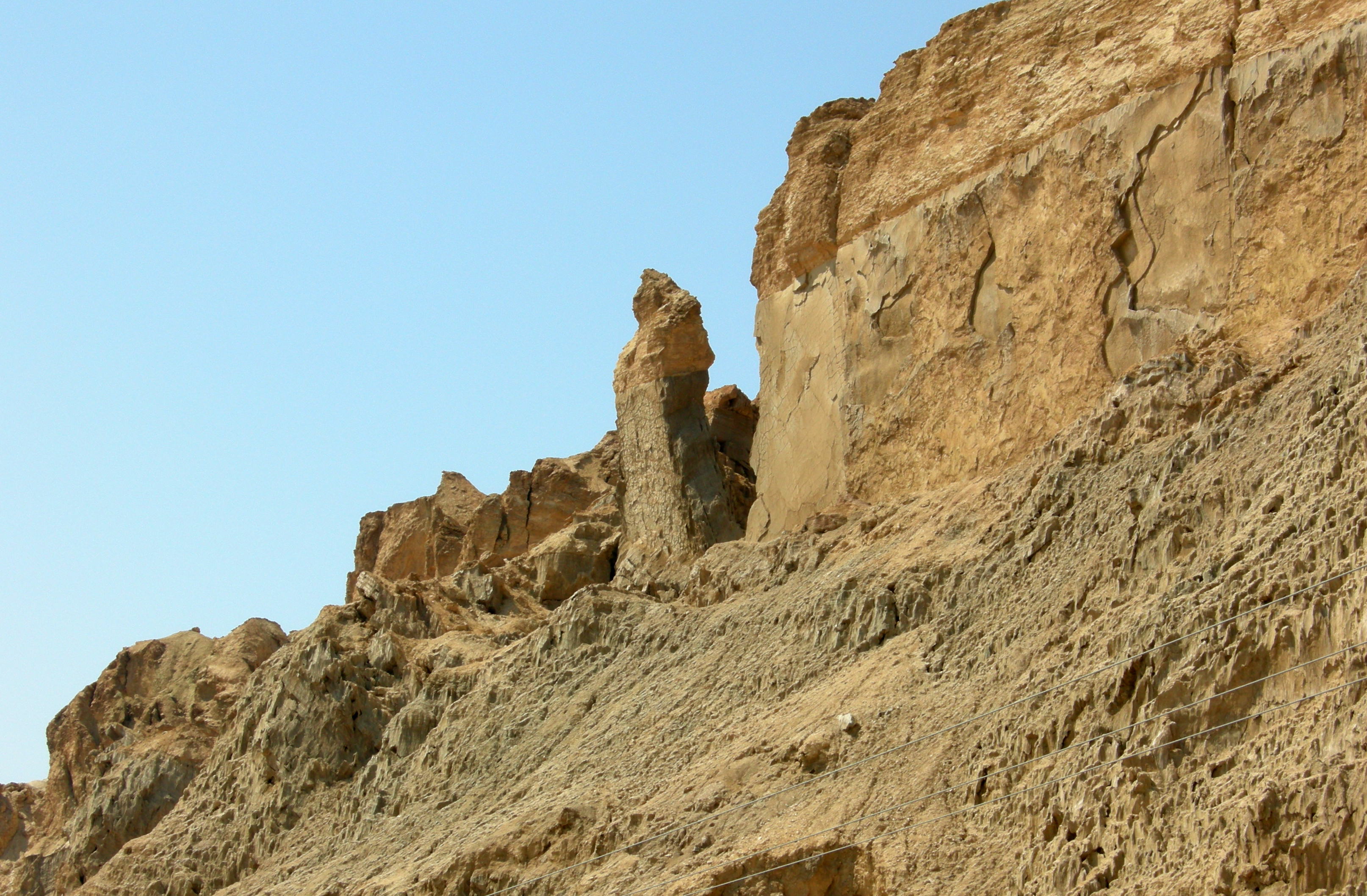
Скеля «Дружина Лота» на Содомській горі

### Узбережжя

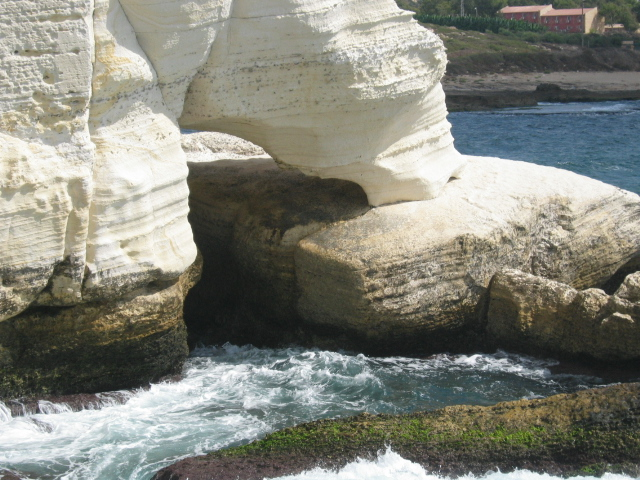
Вапняковий грот Рош-ха-Нікра

## Клімат
Територія Ізраїлю лежить у субтропічному кліматичному поясі. Влітку переважають тропічні повітряні маси з ясною тихою спекотною антициклонічною погодою, взимку — помірні з похмурою дощовою досить вітряною циклонічною. Значні сезонні амплітуди температури повітря і розподілу атмосферних опадів, можливе випадіння снігу.
Рельєф значно обумовлює різноманіття кліматичних умов в різних районах країни. Пересічна річна кількість опадів різко спадає із заходу на схід та з півночі на південь: від 1 000 мм у Верхній Галілеї до 30 мм в районі Ейлата та від 500 мм в центральних районах до 50 мм на узбережжі Мертвого моря. Найбільша кількість дощових днів припадає на січень-лютий. В ці місяці відносна вологість складає в середньому 72 %, тоді як у червні — 47 %. Грози бувають рідко, в середньому 7 днів на рік.
Пересічна річна температура на узбережжі Середземного моря +20 °C, в гірських районах знижується до +15–16 °C. Найбільш спекотний клімат має південна частина країни, де середньорічна температура перевищує 22 °C, а пересічна температура найспекотнішого місяця 30 °C. Взимку бувають від'ємні температури; абсолютний мінімум температури сягає −4 °C на висоті 750 м.
У центральних районах країни, на висоті приблизно 750—800 м, при середньорічній температурі 17 °C, пересічні місячні показники коливаються від 9 °C у січні до 24 °C у серпні. Тут понад 300 днів на рік утримується температура понад 15 °C, а 160 днів — понад 25 °C.

Сонячна радіація (англ.)Сонячна радіація (англ.)
Кліматична карта Ізраїлю (за Кеппеном)
Розподіл атмосферних опадів Ізраїлю та Йорданії
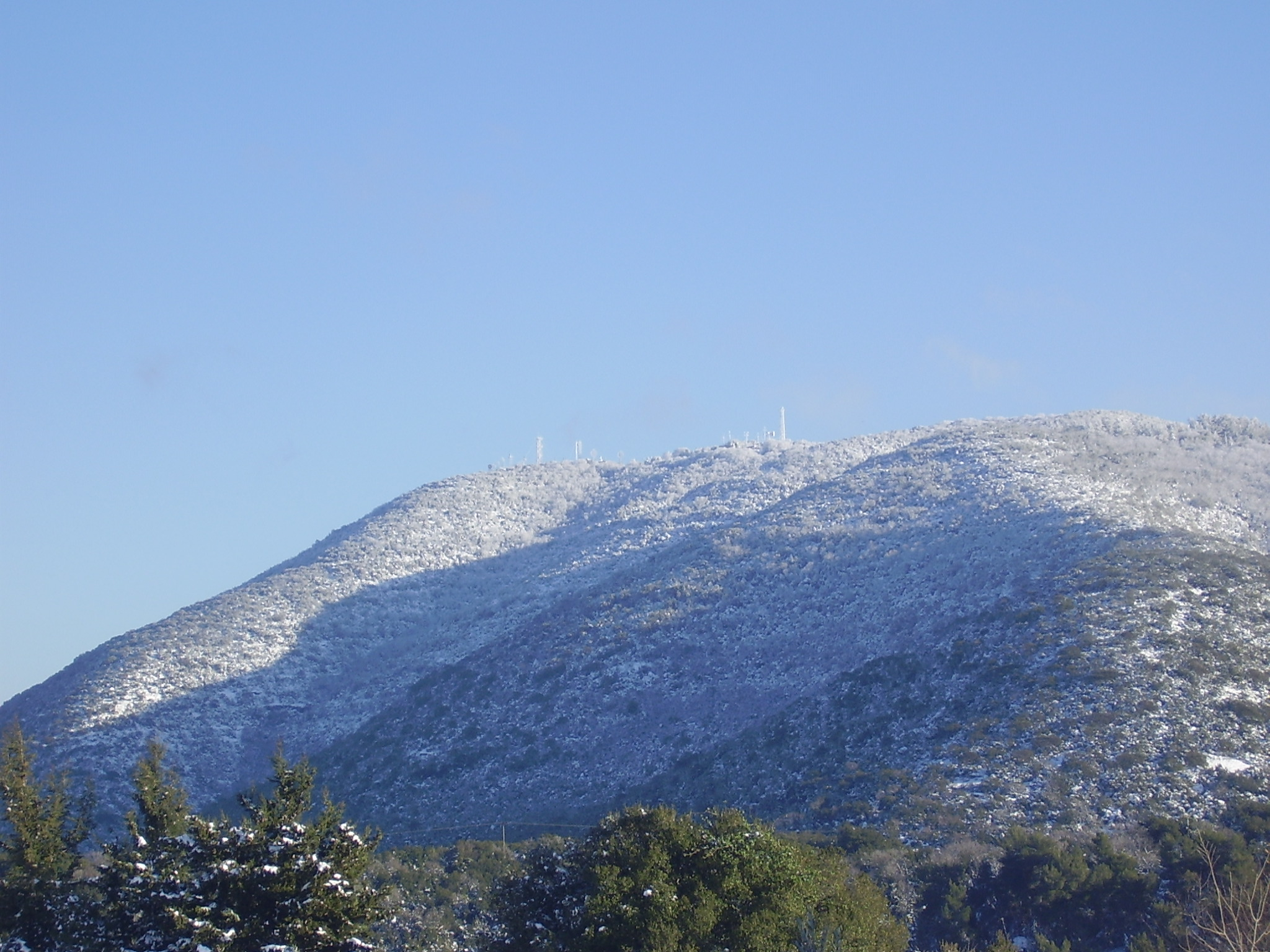
Засніжені схили Мерону

Переважаючи вітри мають північний та західний напрямки: влітку північні та північно-західні, узимку — північно-східні. Навесні та на початку літа з півдня та південного сходу дме спекотний та сухий вітер хамсин, який сильно підвищує температуру та сухість повітря та негативно впливає на рослинність. У Неґеві бувають пилові бурі (в середньому приблизно 12 діб на рік).
Ізраїль є членом Всесвітньої метеорологічної організації (WMO), в країні ведуться систематичні спостереження за погодою.

## Внутрішні води
Загальні запаси відновлюваних водних ресурсів (ґрунтові і поверхневі прісні води) становлять 1,78 км³, з яких 1 100 млн м³ дають малі річки та джерела, 320 млн м³ — ізраїльська частина Йордана, 200 млн м³ — водостоки басейну річки Яркон. Прісну воду отримують також шляхом опріснення морської води та очистки стічних вод. Уже в шістдесяті роки мин .століття джерела прісної води Ізраїлю були об'єднані в національну мережу, головна артерія якої, Національний водовід, доставляє воду з півночі і центру країни на посушливий південь. При розвитку водних ресурсів особлива увага приділяється опріснення морської води, повторному використанню стічних вод і засіванню хмар. Основним резервуаром системи водопостачання країни слугує Тиверіадське озеро (приблизно 4 млрд м³), від якого йде водогін протяжністю 142 км до міста Рош-ха-Аїн, де він з'єднується з водогоном Яркон — Негев (109 км).

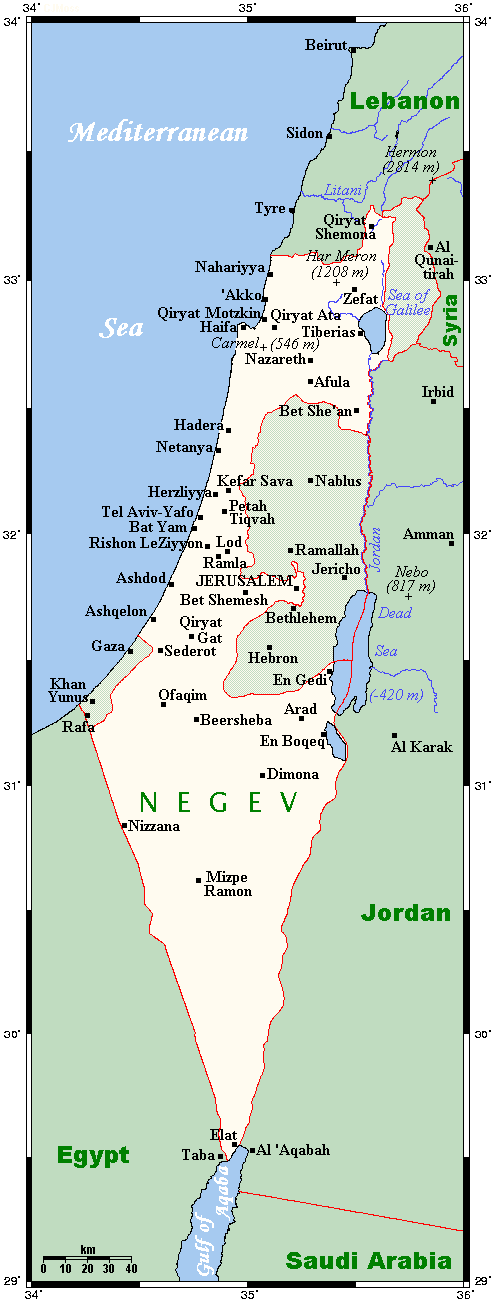
Гідрографічна мережа Ізраїлю
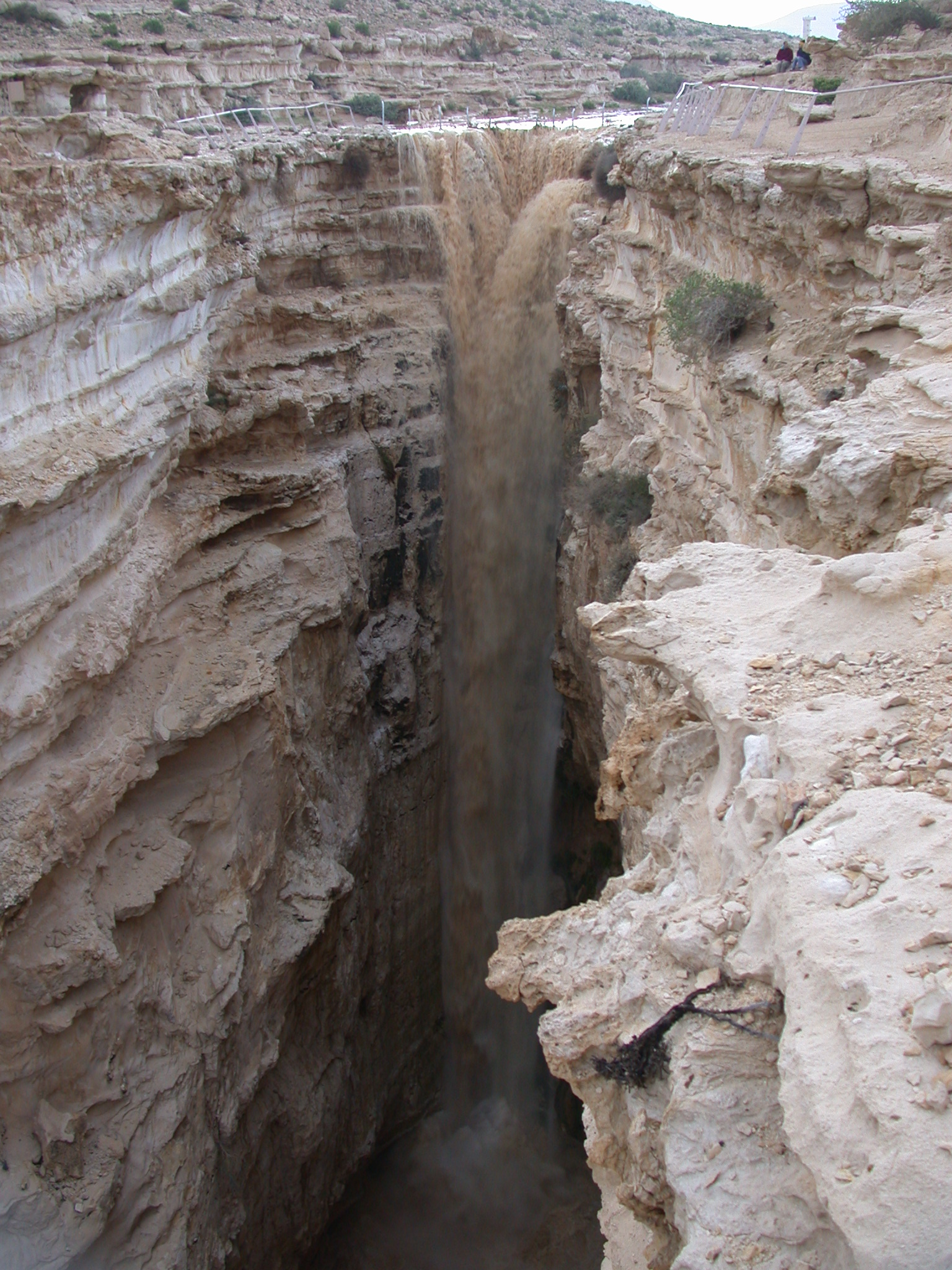
Сезонний водоспад в Ейн-Авдат

В Ізраїлі проводиться програма з осушення боліт та озера Хула в долині Хула для потреб сільського господарства з 1950-х років. Ці дії, проте, на додаток для звільнення земель для сільського господарства, привели до деградації ґрунтів, в результаті озеро (Агамон-ха-Хула) було частково відновлене. Існує проєкт будівництва Каналу Двох морів, що включатиме опріснення води Червоного моря та постачання її через долину Арава до Мертвого моря з метою іригації пустелі Неґев та відновлення історичного рівня Мертвого моря, що знизився через використання більшої частини стоку Йордану для іригації. Станом на 2012 рік в країні налічувалось 2 250 км² зрошуваних земель.

### Річки
Річки країни належать безстічній області Мертвого моря; частина — басейну Червоного моря Індійського океану, невелика частина потоків на західному узбережжі — басейну Середземного моря Атлантичного океану.

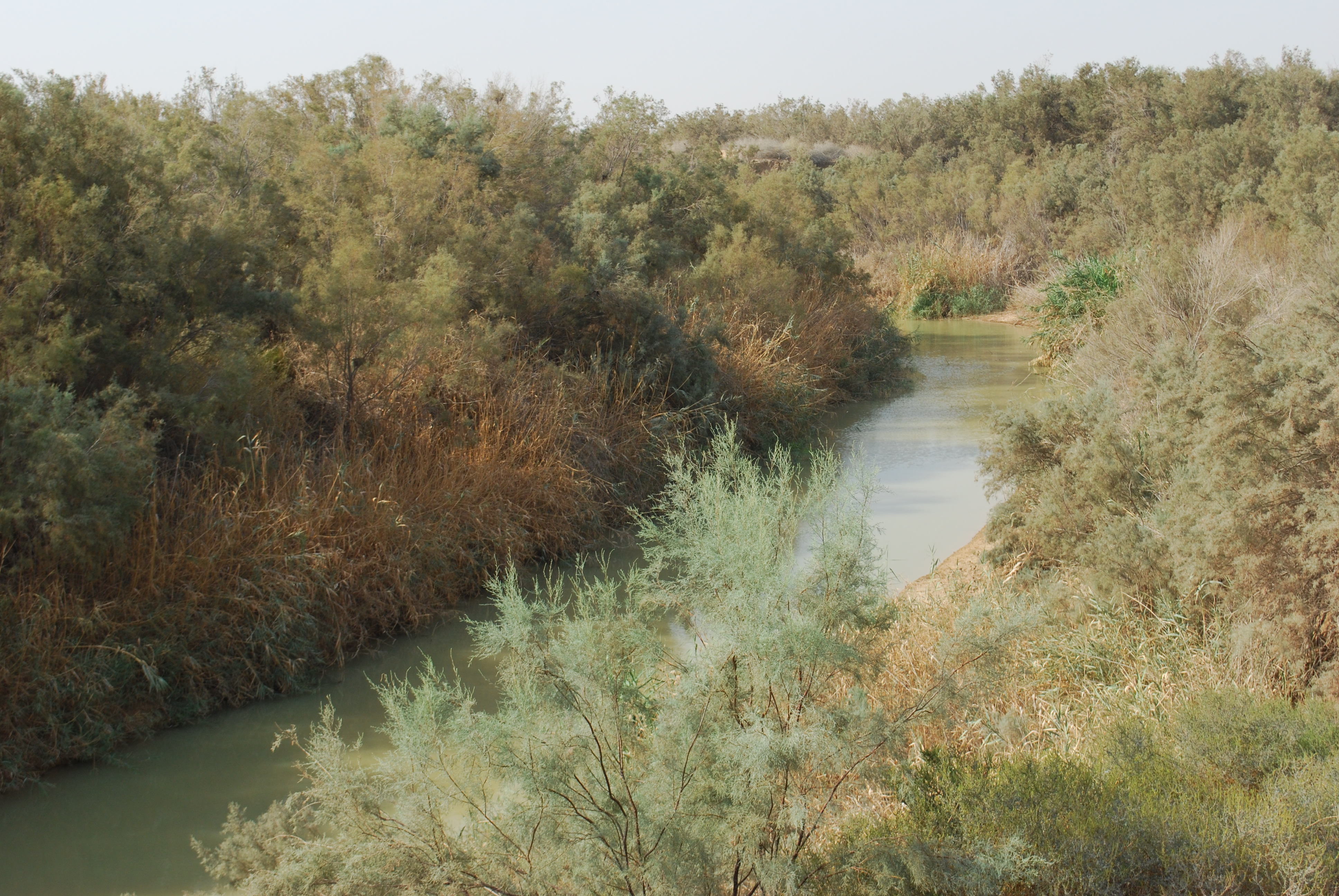
Річка Йордан у середній течії
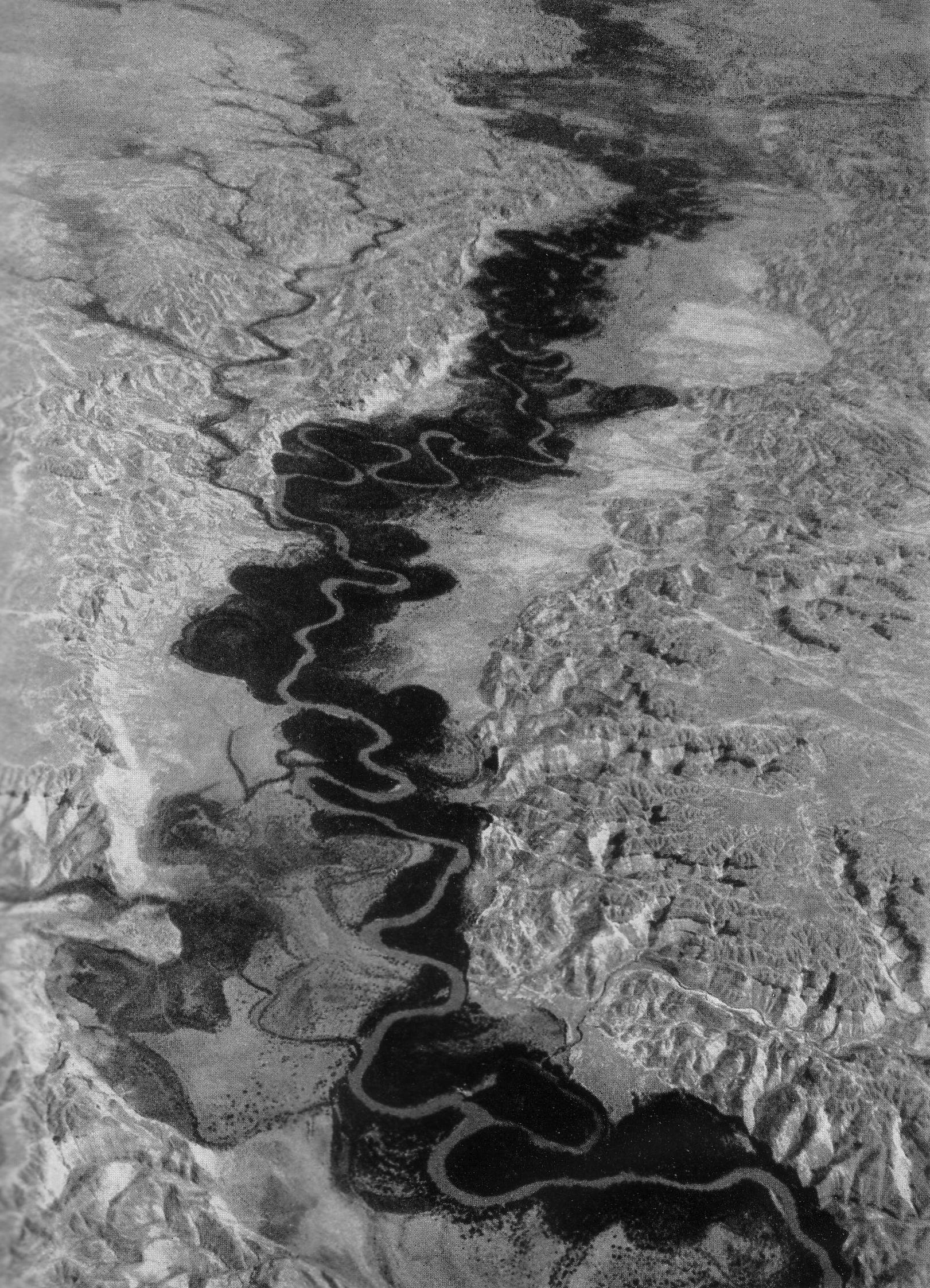
Долина Йордану з літака, 1938 рік
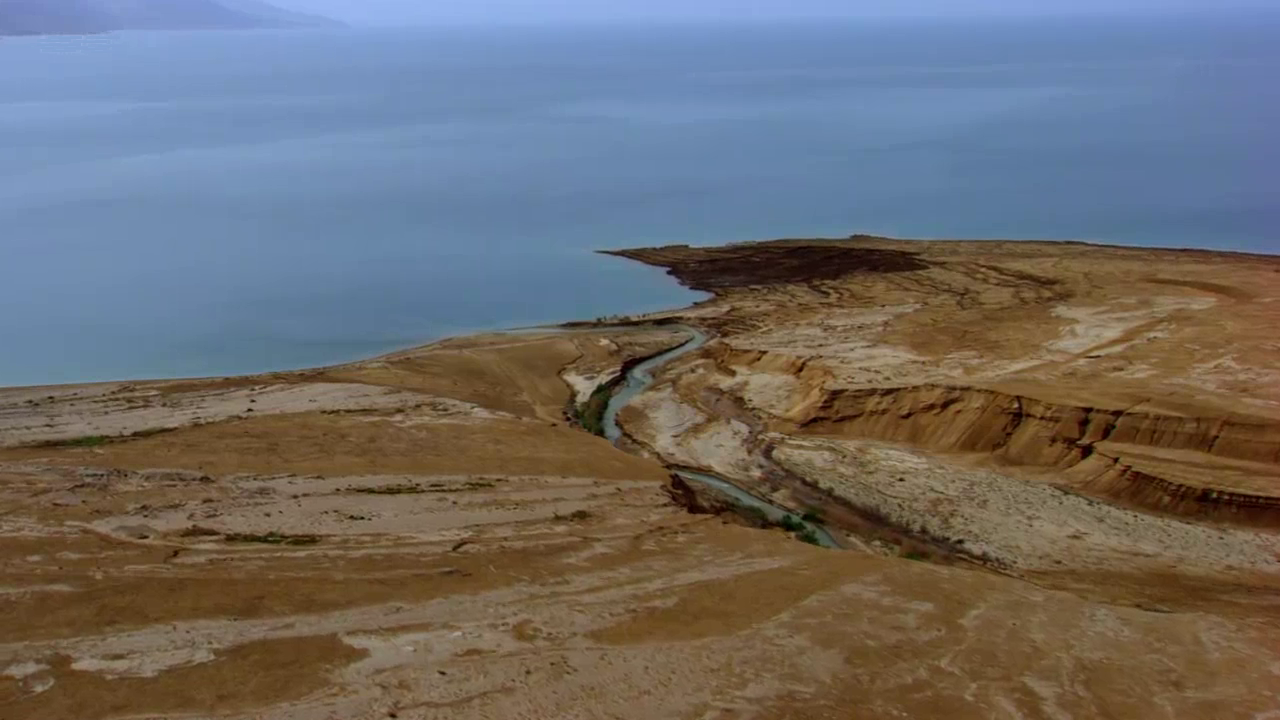
Впадіння Йордану до Мертвого моря
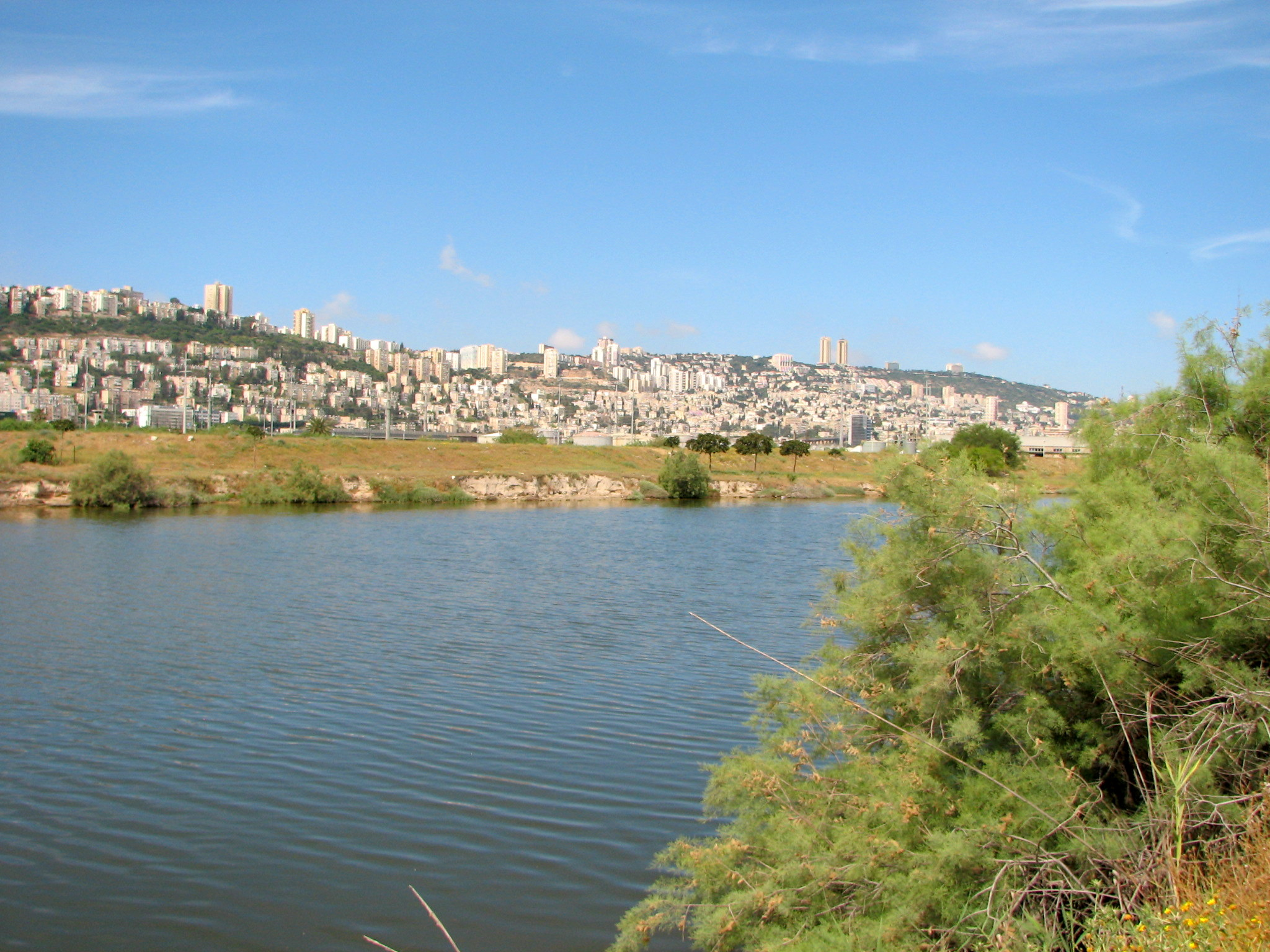
Річка Кішон в Хайфі

На північному сході дном грабена Ель-Гор (Йорданська рифтова долина) тече найбільша постійна річка країни — Йордан (322 км), яка бере витік з масиву Хермон. Починається від злиття річок Дан, Баніяс і Хасбані біля гори Хермон у хребті Антиліван та тече на південь долиною Хула, протікає через Тиверіадське озеро, розташованого на висоті 213 м нижче за рівень моря. Після того тече до Мертвого моря. Між Тиверіадським озером і Мертвим морем до Йордану впадає його найбільша притока — річка Ярмук. Від долини Хула до Тиверіадського озера Йордан протікає у вузькій базальтовій ущелині та має значний ухил (1,2 ‰). Залишок шляху він тече алювіальною рівниною, яку часом затоплює, утворюючи численні меандри. Завдяки гідротехнічним спорудам річка має тут практично постійний стік (за винятком коротких паводків). Невироблений поздовжній профіль Йордану обумовлює наявність порогів при переході від вищих до нижчих частин грабена Ель-Гор.

### Озера
Мертве море займає площу приблизно 1 000 км², при довжині 76 км та ширині 16 км. Із загальної площі Ізраїлю належить ділянка 250 км². Море являє собою безстічне солоне озеро. Через відсутність стоку та великого випаровування вміст солей (хлористого магнію, хлористого натрію та інших) у воді досягає 22 % біля поверхні та 33 % на глибині.

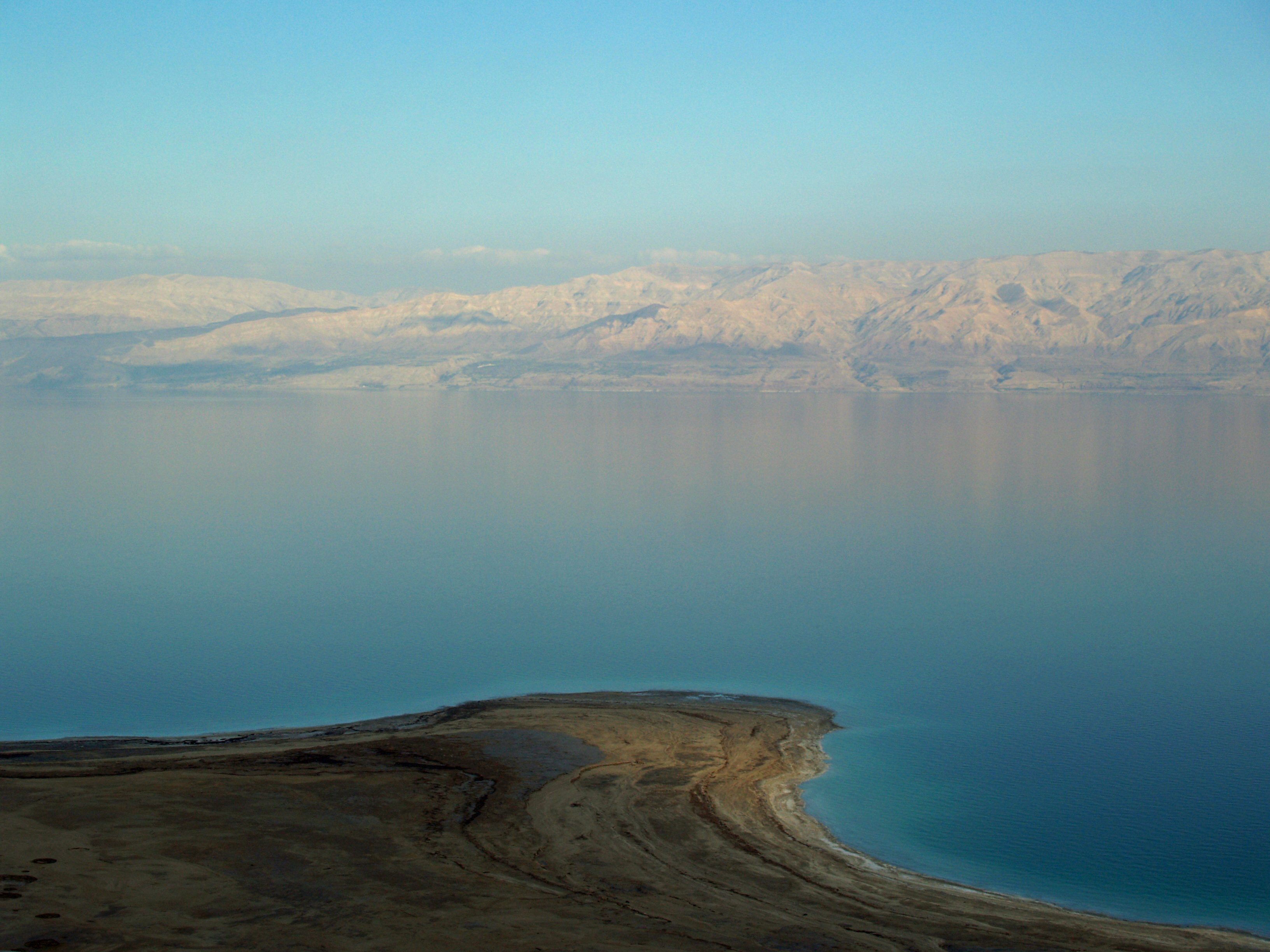
Мертве море
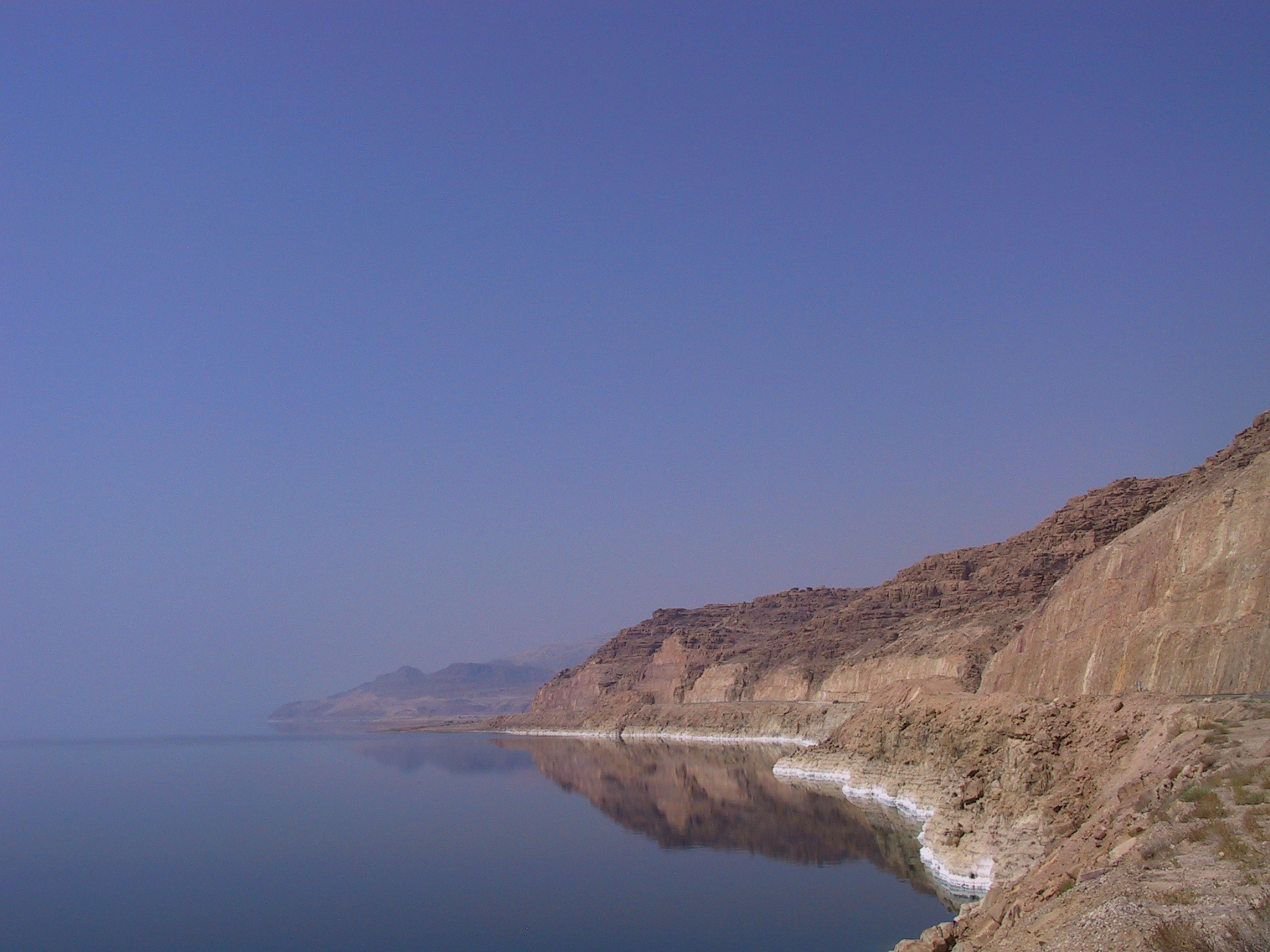
Береги Мертвого моря
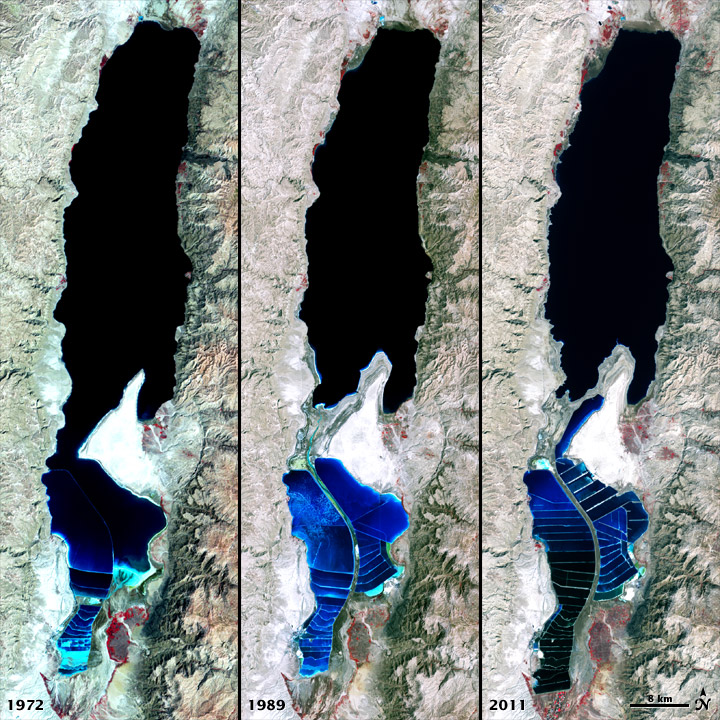
Процес висихання Мертвого моря
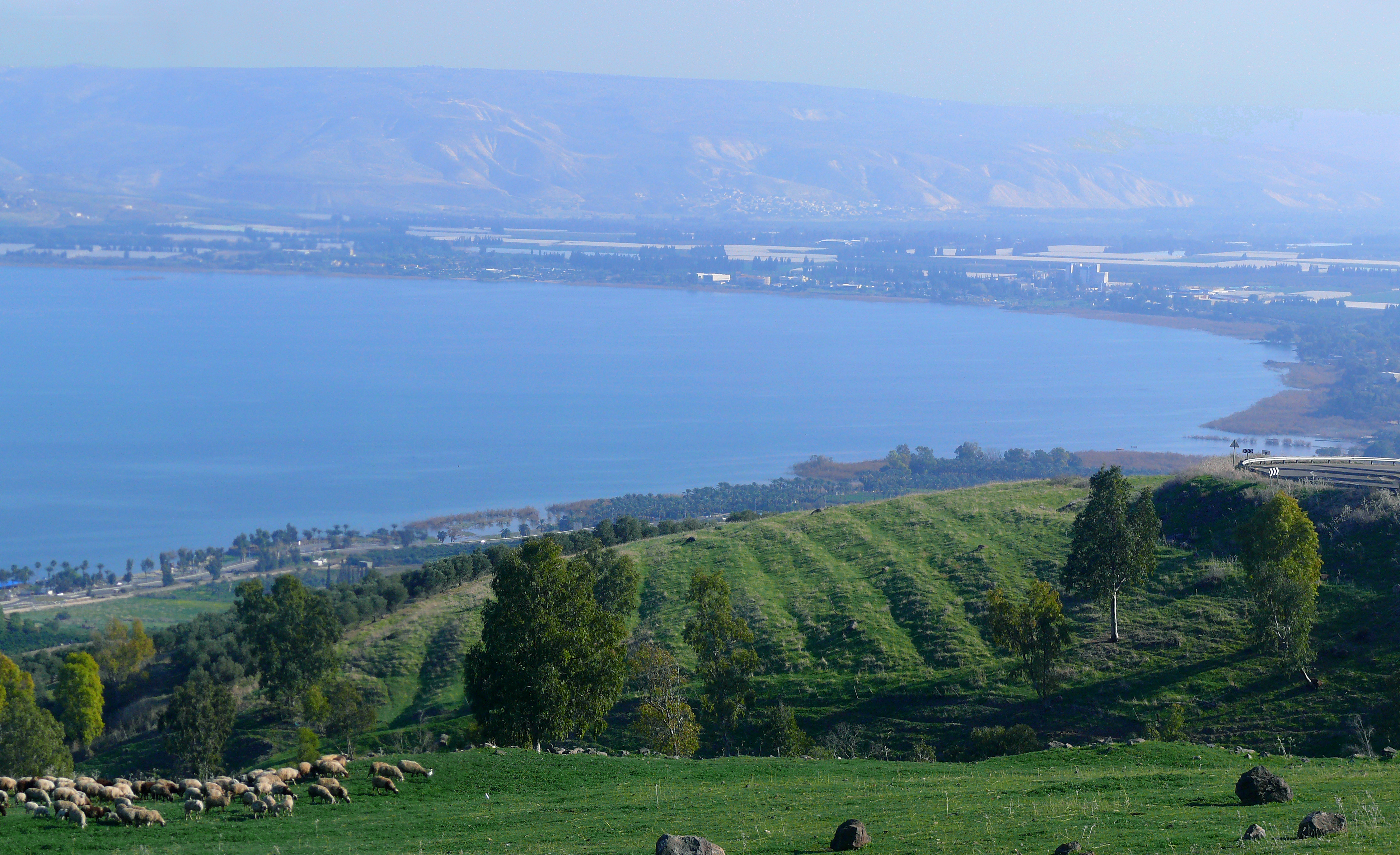
Тиверіадське озеро
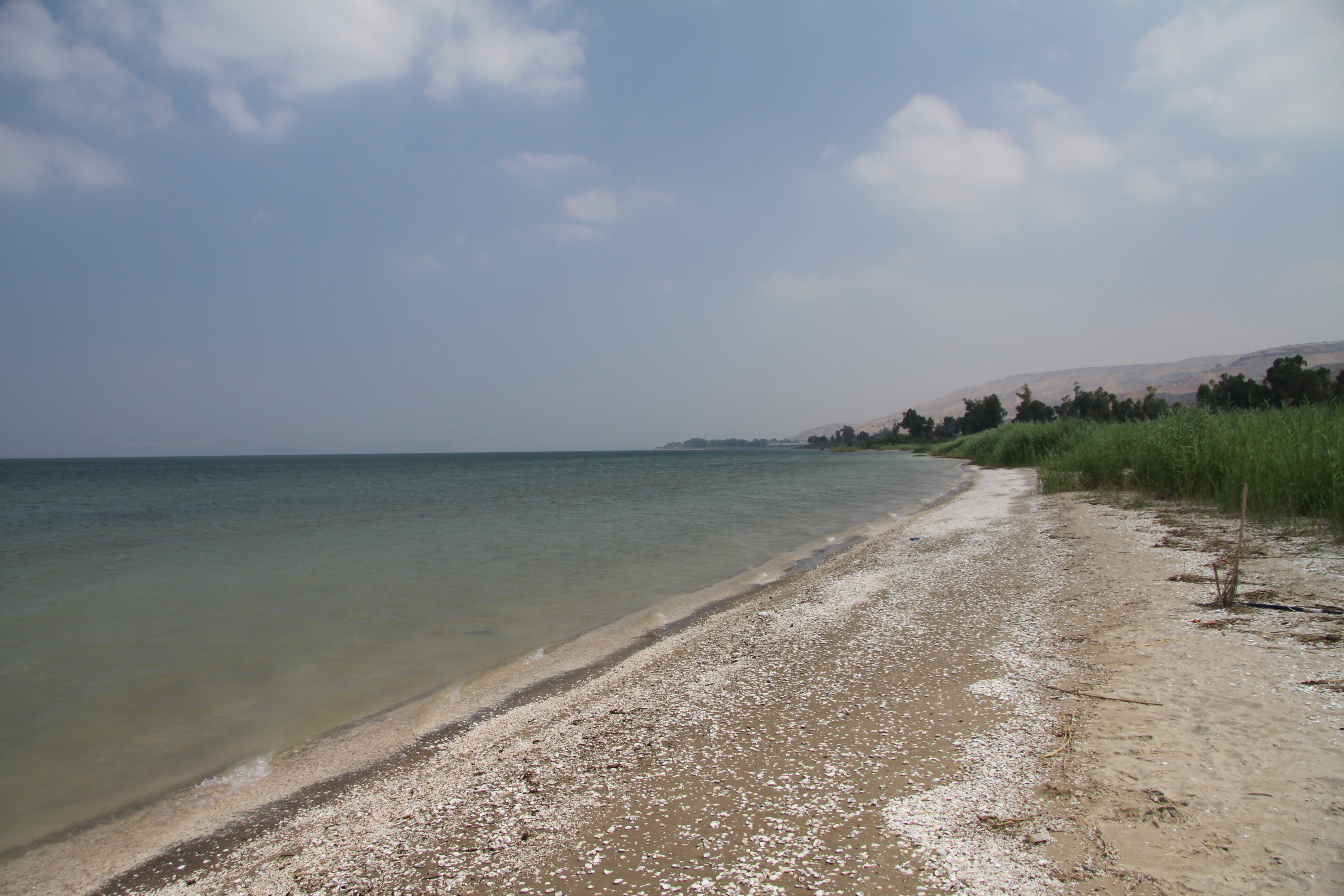
Пляжі Тиверіадського озера

Тиверіадське озеро має кілька інших назв — Генісаретське озеро, Галілейське море. При довжині 21 км та ширині 12 км, озеро має глибину до 48 м; об'єм близько 3 км³. Висота озера — близько 220 м. нижче рівня моря. Попри невелику засоленість, його води придатні для пиття та багаті на рибу. Озеро слугує головним резервуаром для Національного водогону.

## Ґрунти
У західній частині країни, яка отримує достатню кількість атмосферних опадів, тобто на узбережжі та схилах гір, переважають коричневі ґрунти, характерні для сухих субтропічних лісів та чагарників. В центральних та східних районах поширені гірські сіро-коричневі ґрунти, на півдні — ґрунти субтропічних пустель. На окремих ділянках півночі пустелі Неґев, що розташовані неподалік від Прибережної рівнини, утворилися родючі шари лесу. Ґрунти Галілеї складаються з вапняків, а ґрунти південного Неґеву — з пісковику та граніту. Деякі гірські та пустельні ділянки не мають ґрунтового покрову. В прибережній смузі вміст гумусу у верхньому горизонті (до 10 см) сягає 2,4 %, а на глибині 1 м — до 0,75 %.

## Рослинність
Флора Ізраїлю різноманітна — нараховує понад 2,5 тис. видів, 115—250 з яких ендемічні. Природні ландшафти та рослинність Ізраїлю зазнали значних змін унаслідок вирубки лісів й інтенсивного випасу худоби. Природна рослинність збереглася переважно в гірських і пустельних районах. Зазвичай на території країни виділяють два окремих флористичних райони (підобласті голарктичної флористичної області або екозони): середземноморській та ірано-туранський.
Середземноморський район охоплює майже всю територію країни — від північної межі Ізраїлю до Гази і від західного морського узбережжя до долини річки Йордан. Для рослинності цього району характерні вічнозелені дерева та чагарники, що формують щільні низькорослі колючі ліси — маквіс. Лісові ділянки зараз займають менш ніж 5 % площі країни і все ще зустрічаються в Галілеї, Самарії, на Юдейських пагорбах і в горах Кармель. У складі рослинності переважає алепська сосна, а в дібровах на західних схилах Нижньої Галілєї — таворський дуб, лікарський стіракс (Styrax officinalis), зустрічається також каліпринський дуб. У гаях Верхньої Галілєї і гір Кармель росте європейська маслина. У маквісі Галілєї і горах Кармель виділяються чагарники каліпринського дуба, іноді зустрічається галовий дуб, ростуть також глід, фісташка (палестинська, атлантична, мастикова) і ріжкове дерево.
Там, де випадає більше опадів (наприклад у Верхній Галілеї), росте дуб, благородний лавр, суничник і юдине дерево, платан східний і сирійський клен. У прибережній смузі зустрічаються таворський дуб і сикомор (біблейська смоківниця). Серед інших поширених рослин середземноморського району: платан, чорна сосна, рускус, дуб, інжир, самшит, папороті, асфодель, босвелія, анакардієві, звичайний ялівець. Зараз також поширені інтродуковані східноазійські види: волоський горіх, виноград.
На сухих схилах гір, де маквіс випробував сильну антропогенну дію, на його місці поширена гарига — зарості вічнозелених низькорослих чагарників, напівчагарників і багаторічних трав (серед останніх домінують шавлія, ладанник, метельник). Нечисленні дерева представлені головним чином вічнозеленими дубом і кипарисом. Там, де зведена природна рослинність гариги, утворюються фрігани (розріджені групи посухостійких, зазвичай колючих напівчагарників і подушкоподібних рослин). Найпоширеніші рослини, що часто зустрічаються у цих районах, — потеріум, чебрець, фумана.
Ірано-туранський флористичний район займає вузьку смугу від Тивердіадського озера до Мертвого моря, а також північний і центральний Неґев. Там поширені сухі степи, що покриваються зеленню лише у вологий осінньо-зимовий сезон, коли квітнуть однорічні рослини, серед яких переважають полин і ноеа. У низинах річки Йордан удосталь у великій кількості ростуть кущі унабі. В районі Мертвого моря, де ґрунтові води залягають високо і немає засоленості, зустрічаються представники тропічної флори: африканські види акацій тощо. На крайньому півдні, в південній частині грабена та на височинах Неґеву, поширені солончаки з рідким покровом із чагарників та напівчагарників, а також з ефемерів, які розвиваються тільки після дощу. Для цього району характерні солянкові, сведа, лебедові, саксаул, полин, гармала та подібні рослини.
В оазах в умовах неглибокого залягання ґрунтових вод поширені фінікова пальма і пальма-дум, унабі й інші вологолюбні деревні рослини.

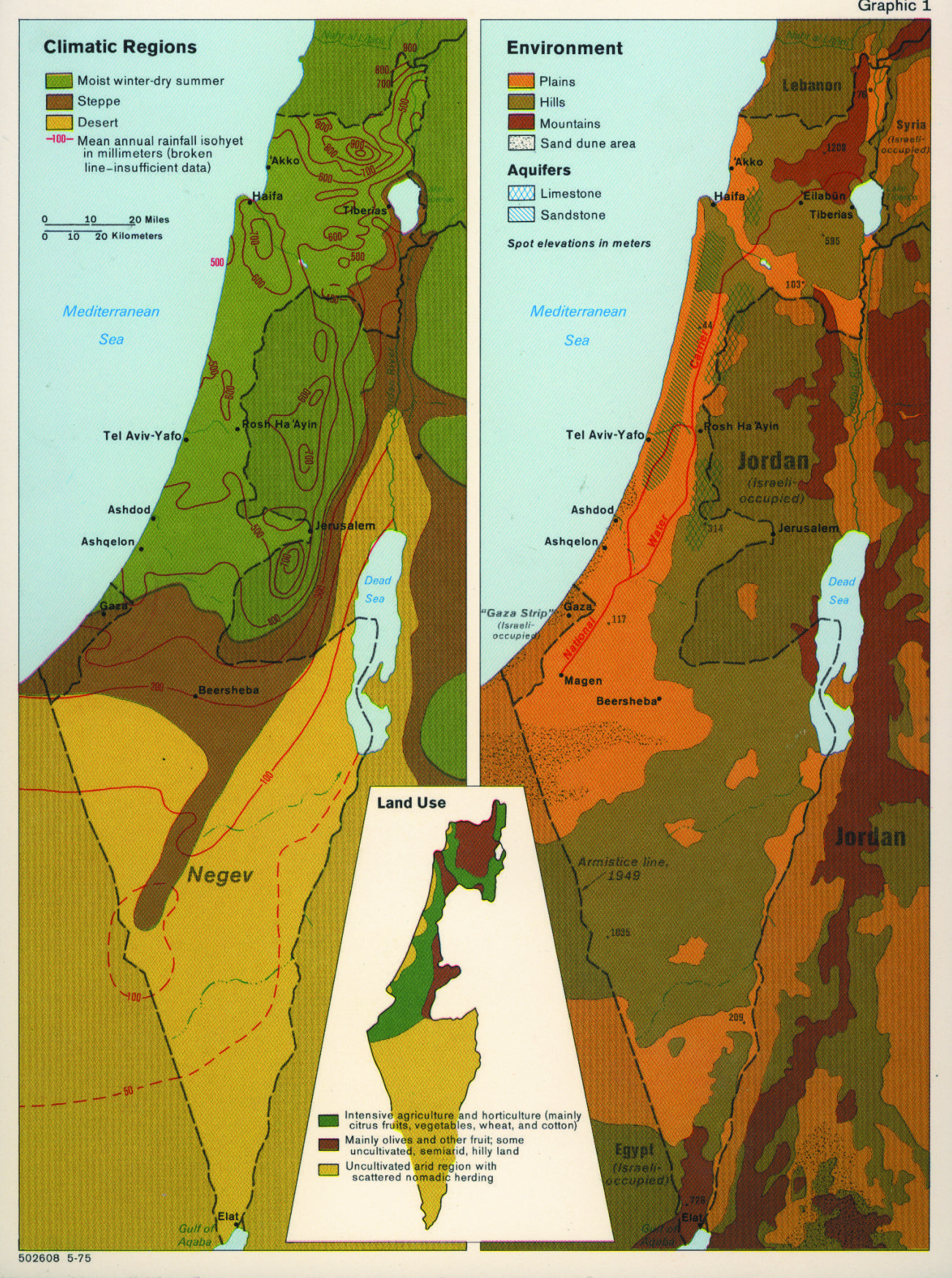
Рослинний покрив і клімат Ізраїлю, 1975 рік
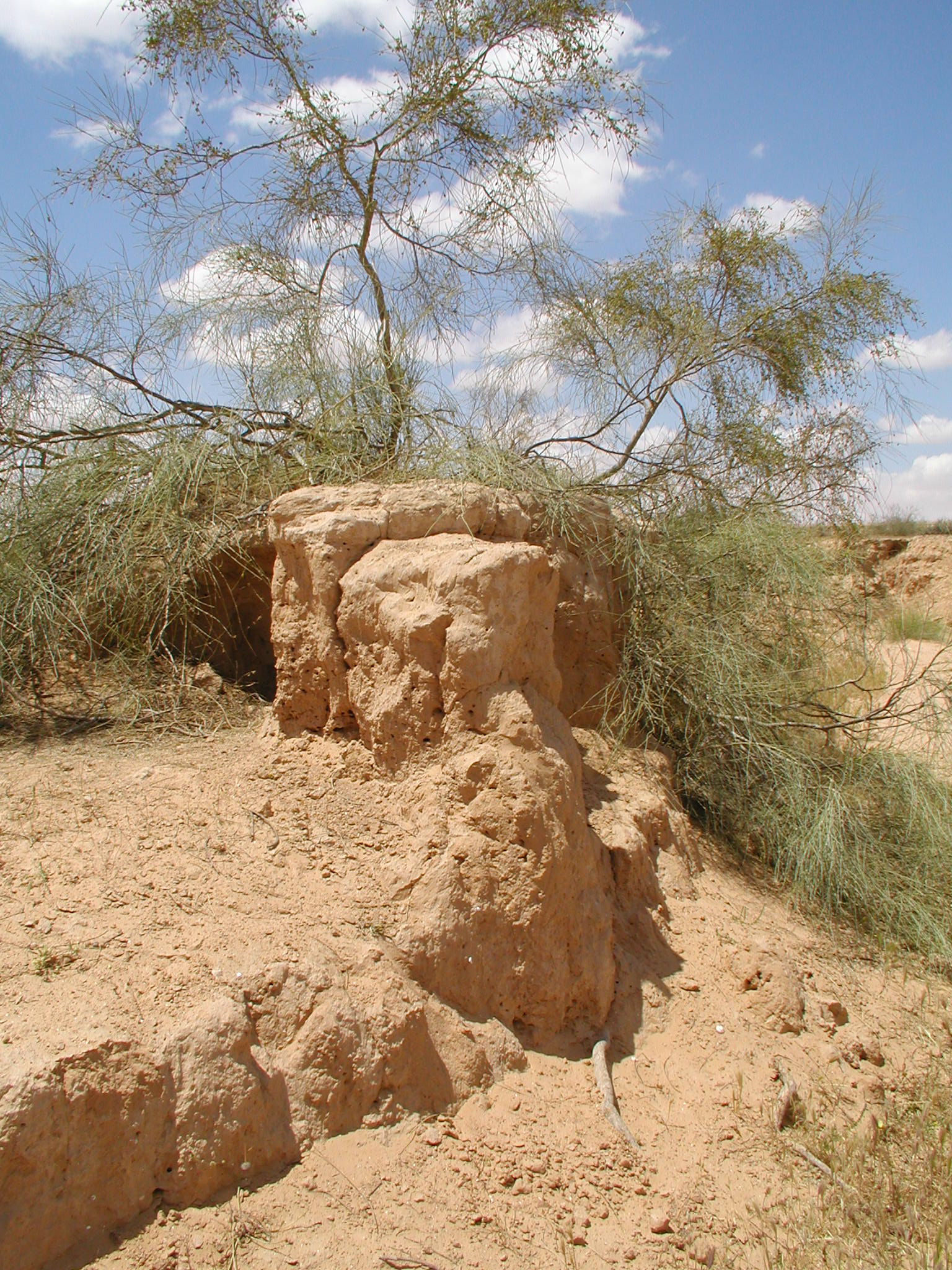
Тамарикс в пустелі Неґев
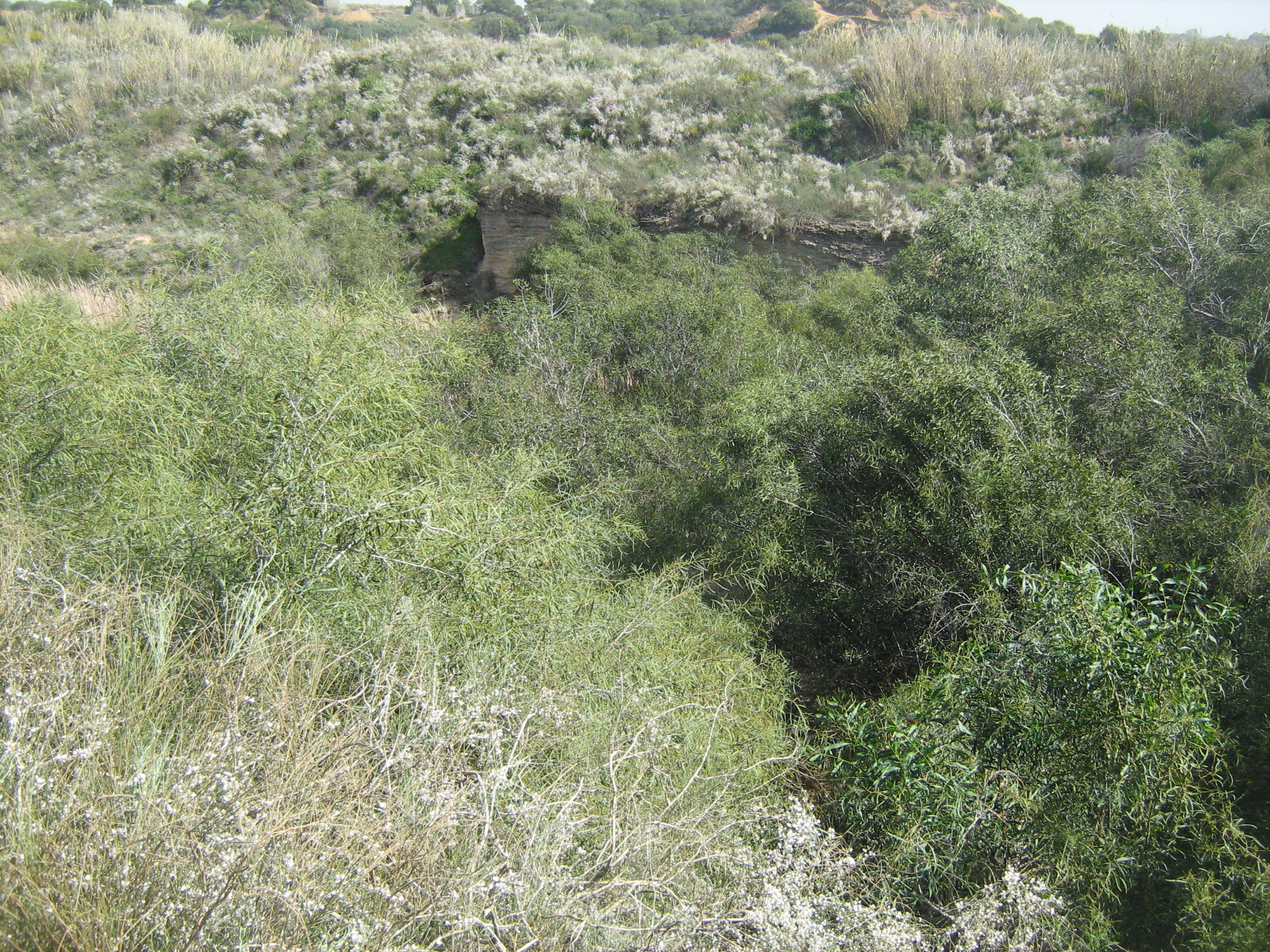
Ізраїльський маквіс
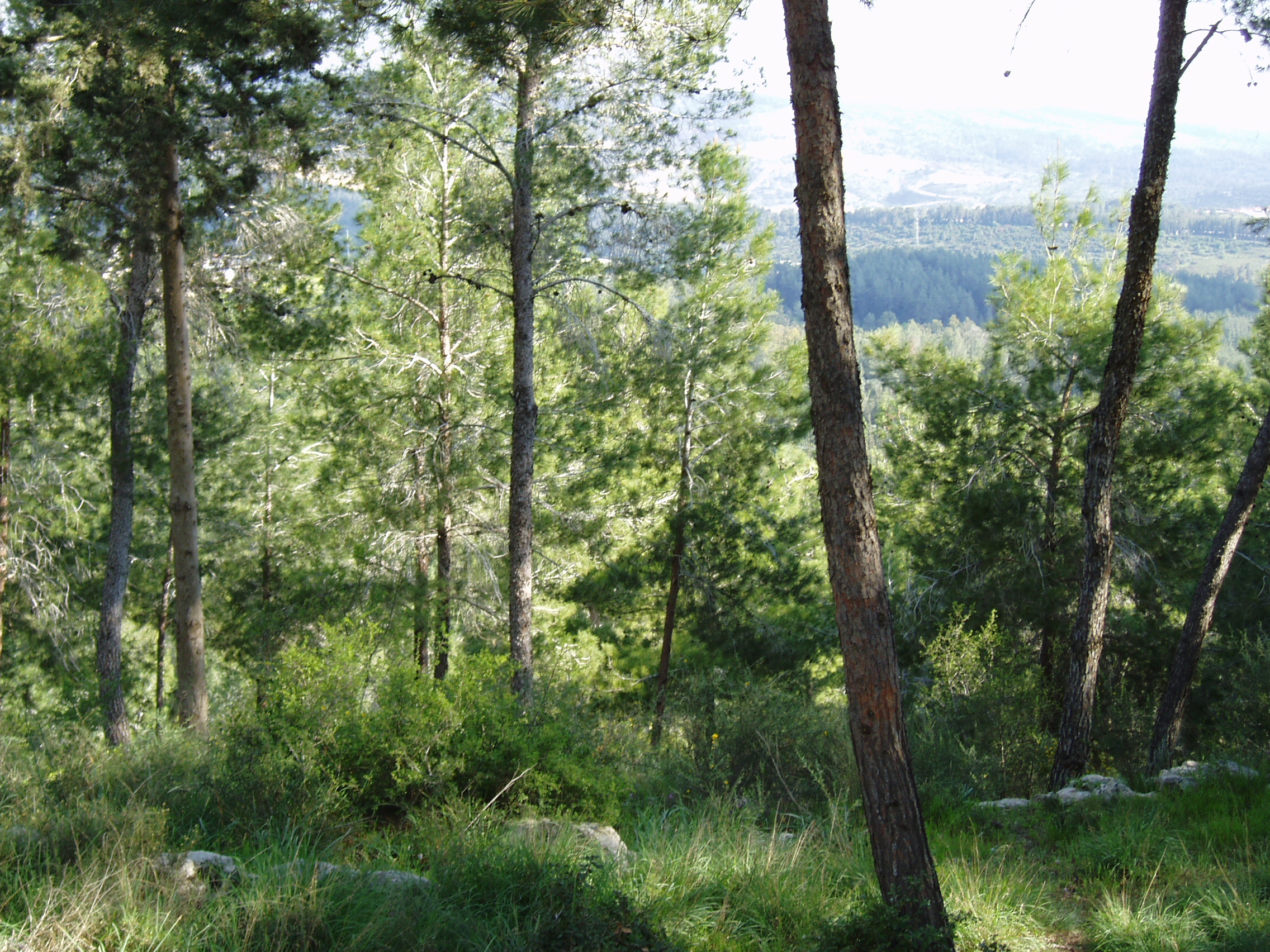
Ліс Ештаол поблизу Єрусалима
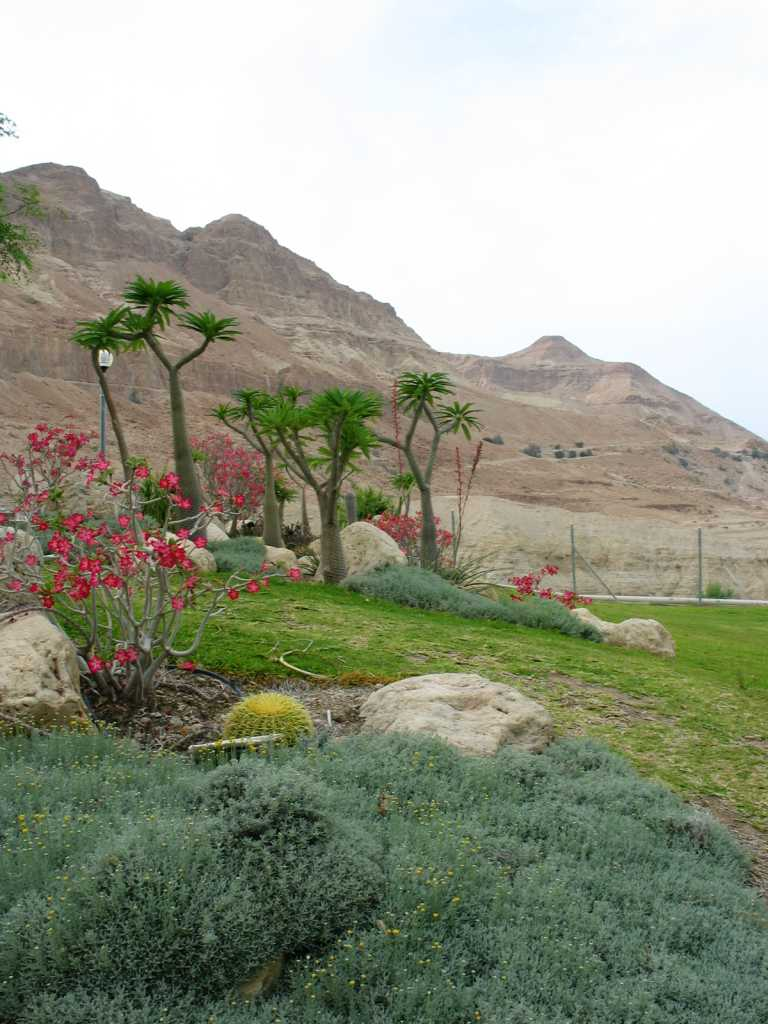
Оаза Ейн-Геді

Різноманітність флористичних районів доповнюється широким діапазоном культурної рослинності, що істотно змінюють склад флори країни. Серед них поширені зернові (пшениця, ячмінь), цитрусові, гранат, банан, виноград, олива, мигдаль і авокадо.
Земельні ресурси Ізраїлю (оцінка 2011 року):
- придатні для сільськогосподарського обробітку землі — 23,8 %,
  - орні землі — 13,7 %,
  - багаторічні насадження — 3,8 %,
  - землі, що постійно використовуються під пасовища — 6,3 %;
- землі, зайняті лісами і чагарниками — 7,1 %;
- інше — 69,1 %[1].

Невелику частину культурних насаджень складають ліси, що складають більшу частину лісів країни (загальна площа лісів 85 тис. га) та вирощуються для захисної функції і промислових вирубок. Захисні ліси створені переважно в горах для запобігання ерозії ґрунтів. Частина лісів з акації та тамариксу використовується для затримання пісків. Промислове використання поширене в районах з переважанням хвойних, зрідка листяних та змішаних лісів. Загальний запас деревини — 2 млн м³, середній річний приріст — 108 тис. м³. Щорічний об'єм заготівлі деревини — 108 тис. м³.

## Тваринний світ
Зоогеографічно територія країни належить до Середземноморської провінції Середземноморської підобласті Голарктичної області. Тут водиться близько 100 видів ссавців, зокрема леопард, гепард, каракал, рись, очеретяний кіт, вовк, гієна, шакал, газель, гривастий баран, нубійський гірський козел, орикс, дикий кабан. У морі водяться дельфіни і дюгоні. З гризунів поширені полівки, піщанки, пацюки, їжатці.
Птахів зустрічається близько 400 видів, близько 100 з яких мігрують через територію Ізраїлю. З хижих птахів поширені яструбовий орел, білоголовий сип, великий підорлик, ягнятник, чорний гриф, шуліка, канюк, декілька видів соколів, стерв'ятник, малий яструб, сичі і сови: сипуха, пугач, неясить. З інших птахів часто зустрічаються дрохви, жайворонки, рябчики, лелеки, чаплі, пелікани, одуди, сойки, мартини, ворони, кам'яні куріпки та інші. У травні 2008 року національним птахом Ізраїлю був обраний одуд — понад 35 % населення проголосували за нього.

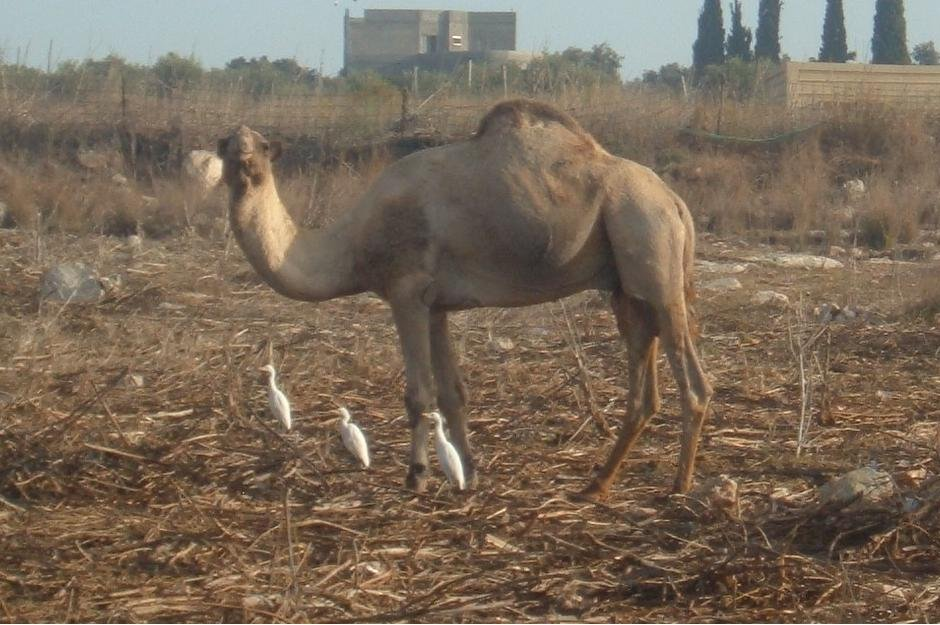
Одногорбий верблюд у селищі Зазір
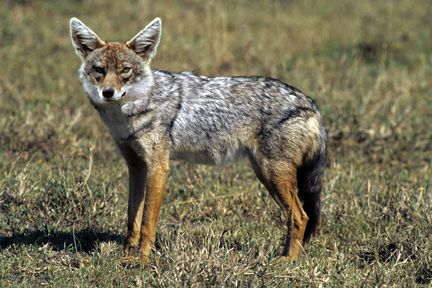
Шакал
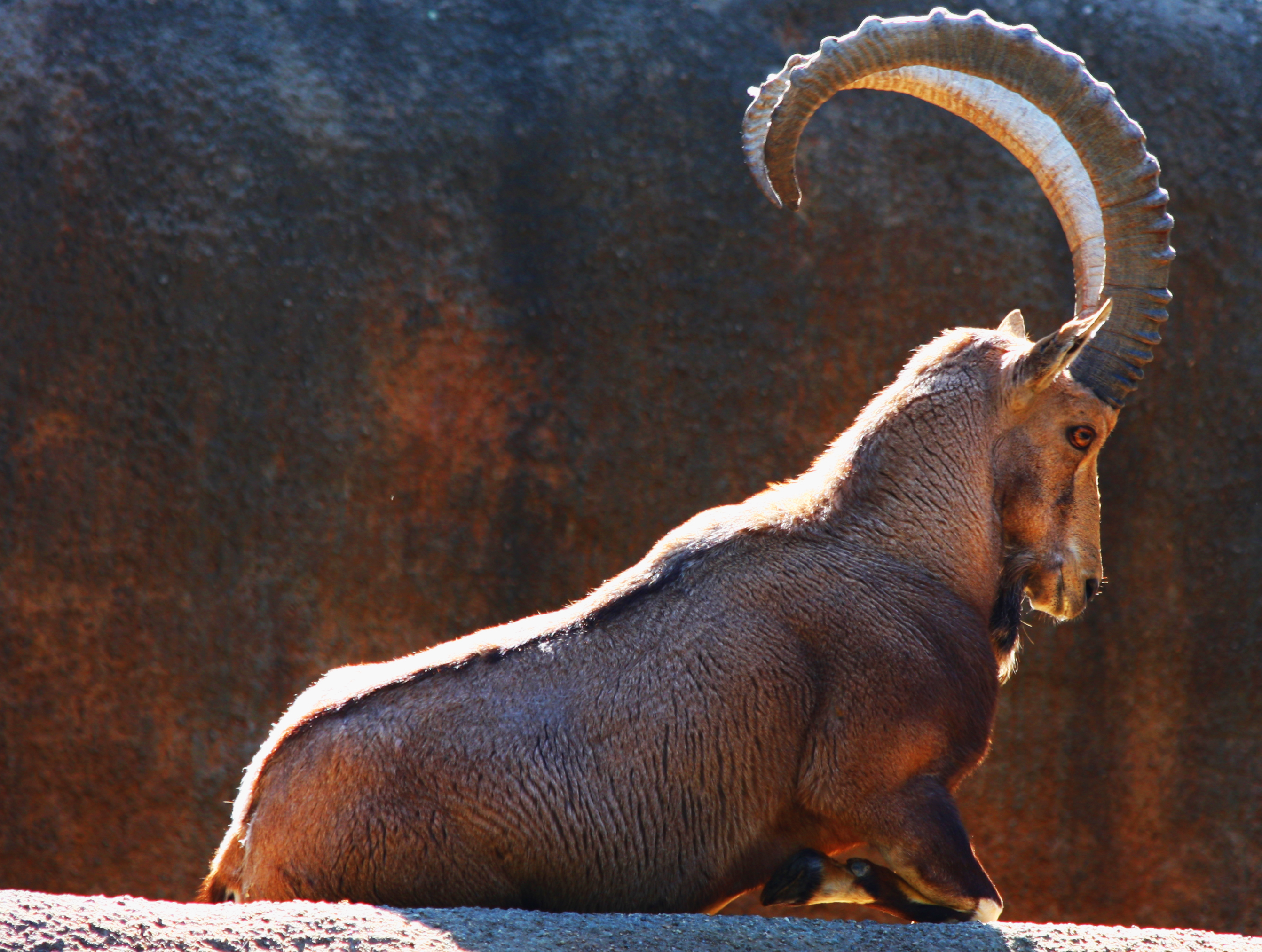
Козел нубійський
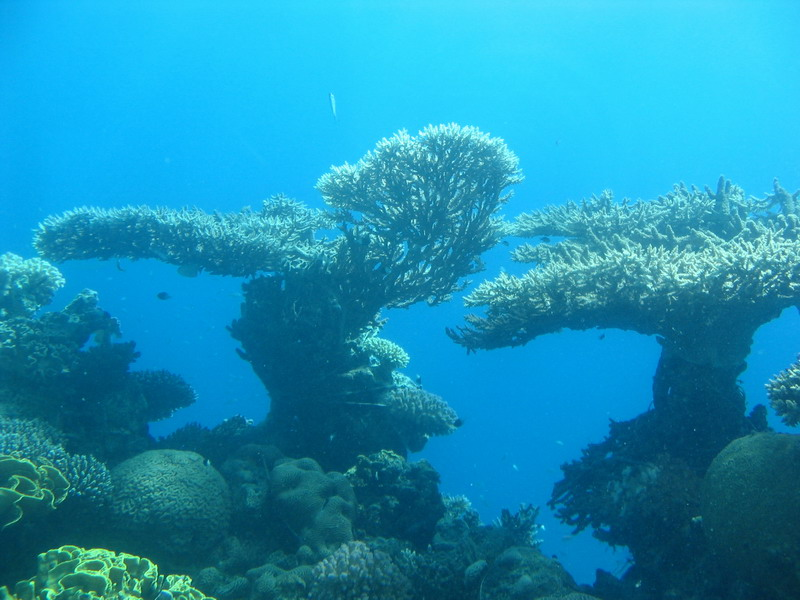
Кораловий риф в Акабській затоці
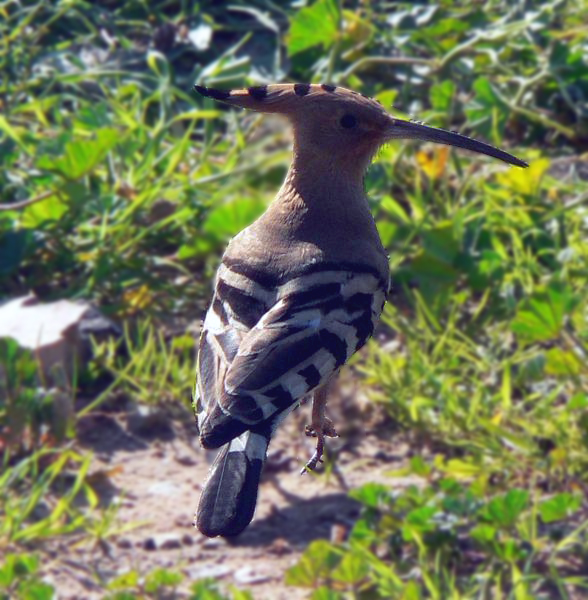
Одуд

На всій території зустрічаються плазуни, яких тут близько 80 видів — змії (удав, ефа, палестинська та інші види гадюк, вужі, полози та інші — всього 30 видів), ящірки (хамелеон, варан, жовтопузик, гекони, агами, сцинки), кілька видів черепах. Із земноводних зустрічаються по одному виду тритонів і саламандр та 5 видів жаб.
Також тут водиться понад 1000 видів комах.
Із домашніх тварин найважливіше значення мають коні, віслюки, дрібна рогата худоба, в низці районів — верблюди.

## Охорона природи
Головною проблемою для збереження навколишнього середовища є велика густота населення та невелика кількість вільних земель, останні з яких швидко зникають. Через це кілька організацій, такі як Єврейський національний фонд, Товариство охорони природи в Ізраїлі та Адміністрація природи і парків не тільки охороняють певні ділянки, але й активно займаються відновленням вже практично знищених екосистем. Зокрема однією з програм Єврейського національного фонду є насадження лісів, тоді як в 1948 році, на момент проголошення незалежності, в країні було близько 5 млн дерев, зараз це число збільшилося до 200 млн. За планом, прийнятим в 1995 році, площі лісонасаджень заплановано довести до 1650 км².
Природоохоронні території займають близько 3 % площі прибережної рівнини та центральних пагорбів і близько 20 % площі пустель, лише на прибережній рівнині існує 105 національних парків та природних резерватів. Площі охоронюваних територій невеликі, часто включають міські парки або парки, створені навколо історичних місць; 63 % з них менші за 1 км², 25 % менші за 10 км². Важливою проблемою є фрагментація місць мешкання тварин і рослин. Хоча більшість тварин мешкає за межами природоохоронних територій, зникнення відкритих просторів залишає офіційні природоохоронні території практично єдиним місцем для них, проте ці території занадто малі і не надають достатнього захисту від впливу навколишніх територій. Зараз Єврейським національним фондом і Адміністрацією природи і парків проводяться програми із ревізії ще вільних земель з метою зберегти найважливіші з них, але достатність цих мір залишається сумнівною.

Національні парки Ізраїлю
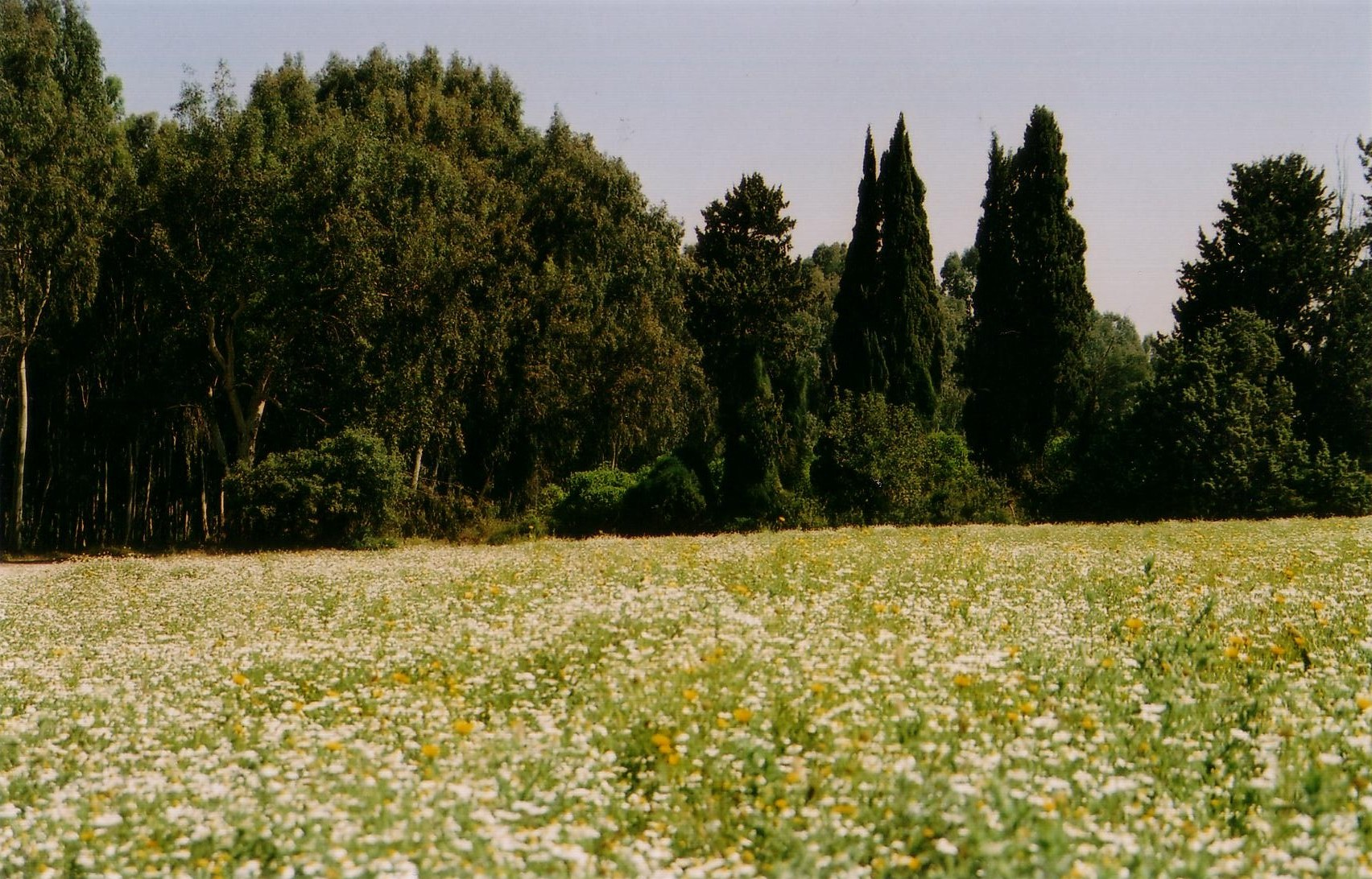
Шарон
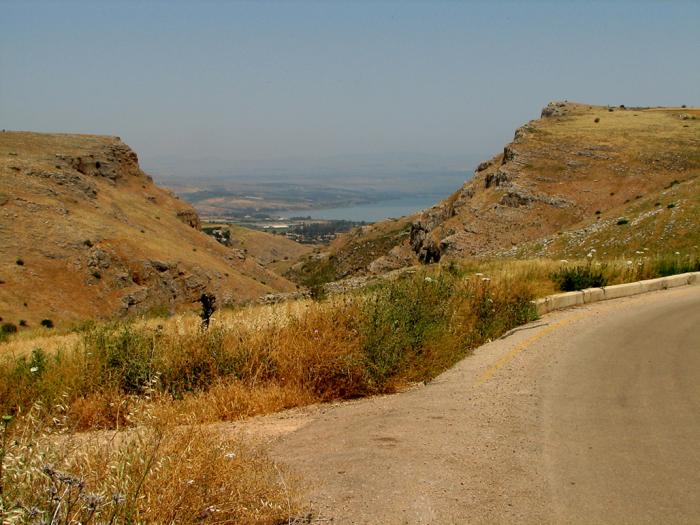
Гора Арбель

Ізраїль є учасником ряду міжнародних угод з охорони навколишнього середовища:
- Конвенції про біологічне різноманіття (CBD),
- Рамкової конвенції ООН про зміну клімату (UNFCCC),
- Кіотського протоколу до Рамкової конвенції,
- Конвенції ООН про боротьбу з опустелюванням (UNCCD),
- Конвенції про міжнародну торгівлю видами дикої фауни і флори, що перебувають під загрозою зникнення (CITES),
- Базельської конвенції протидії транскордонному переміщенню небезпечних відходів,
- Монреальського протоколу з охорони озонового шару,
- Міжнародної конвенції запобігання забрудненню з суден (MARPOL),
- Рамсарської конвенції із захисту водно-болотних угідь[27],
- Міжнародної конвенції з регулювання китобійного промислу[1].

Урядом країни підписані, але не ратифіковані міжнародні угоди щодо: Конвенції з охорони морських живих ресурсів.

## Стихійні лиха та екологічні проблеми
На території країни спостерігаються небезпечні природні явища і стихійні лиха:
- несподівані повені, особливо небезпечні в низовинних пустельних районах через відсутність системи попередження;
- пилові й піщані бурі навесні й влітку на посушливому півдні;
- посухи;
- періодичні землетруси[1].

Багато проблем пов'язані із швидким ростом населення у країні та пов'язаного з ним збільшення площі забудови та земель сільськогосподарського призначення. Країні бракує орних земель та прісної води.

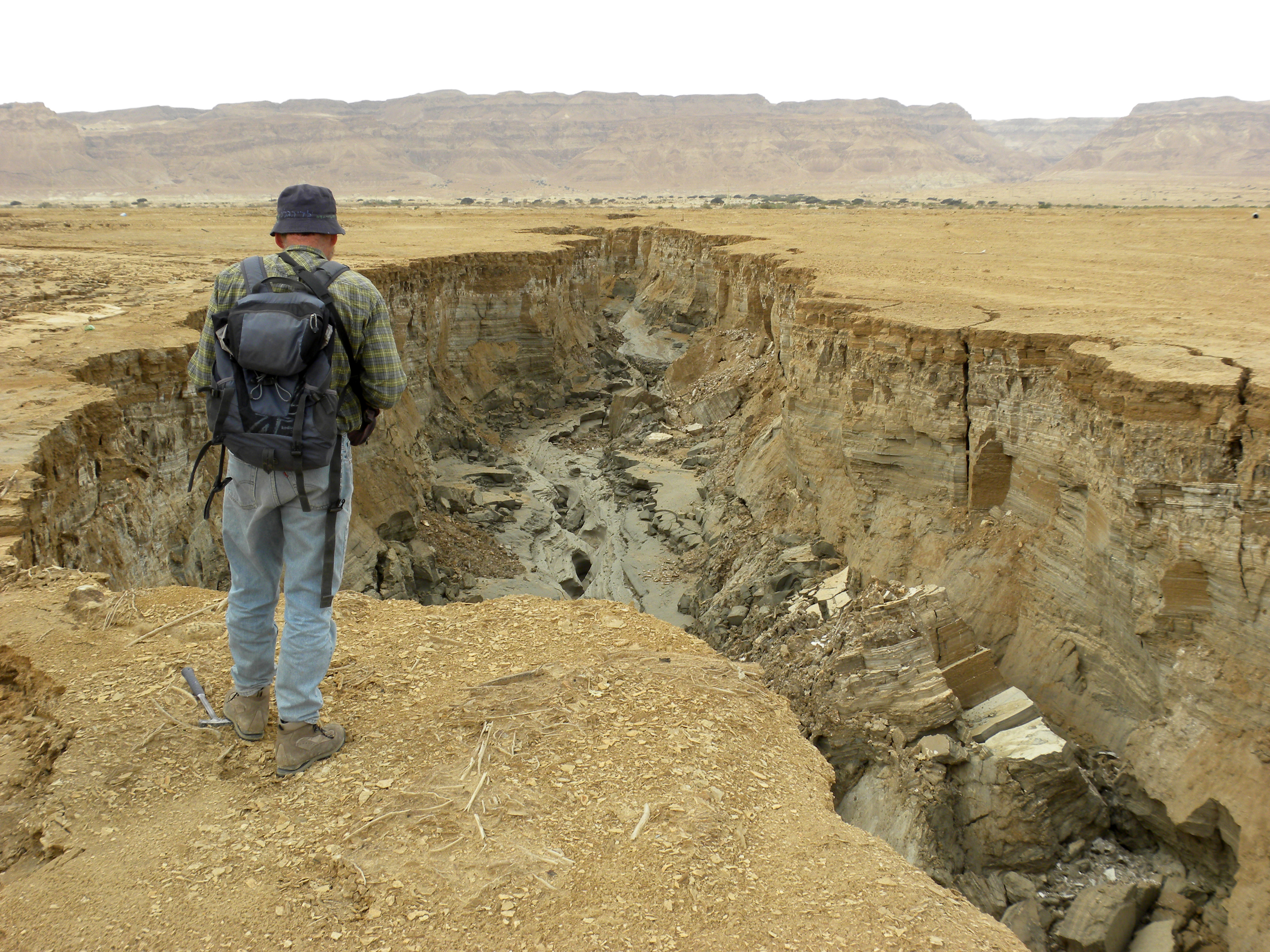
Ерозія на берегах Мертвого моря
Процес висихання Мертвого моря
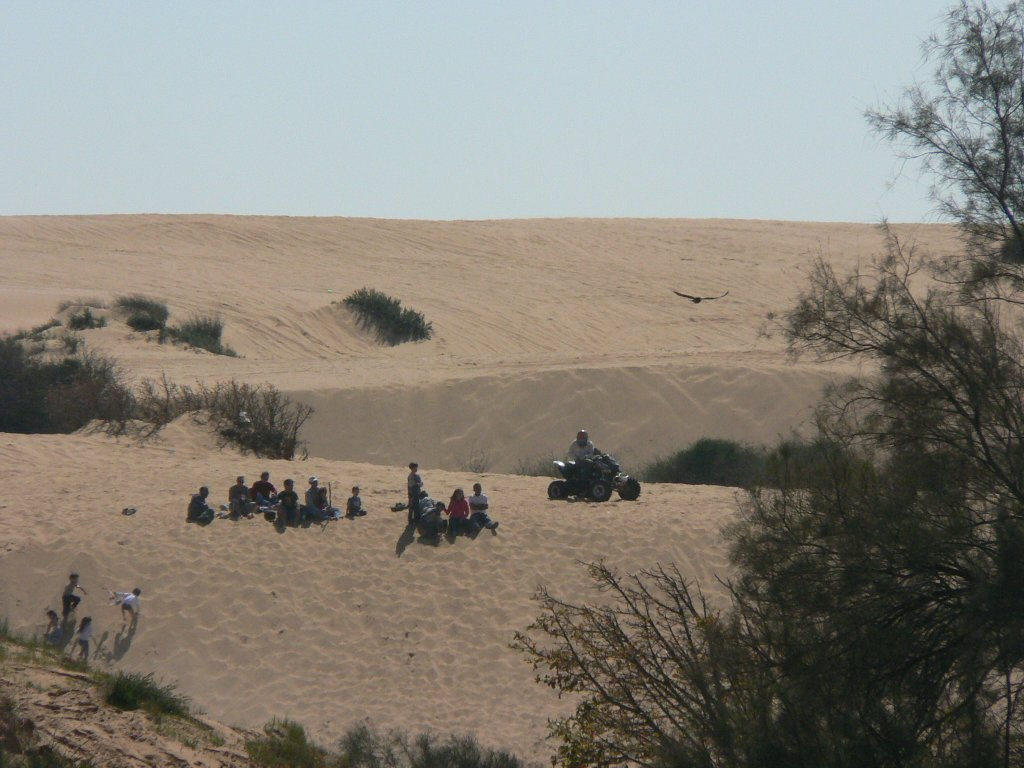
Рухомі дюни поблизу Ашдода
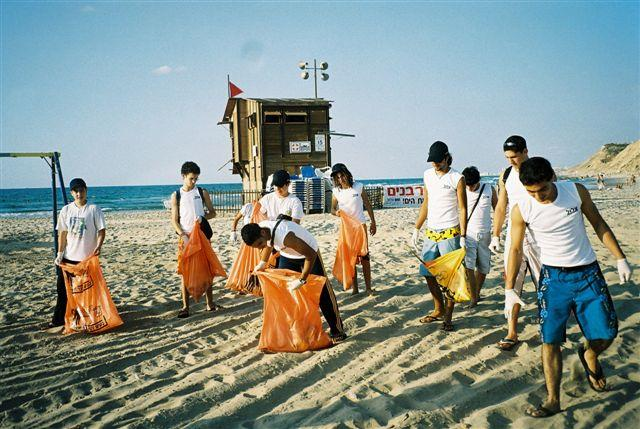
Збір сміття на пляжі
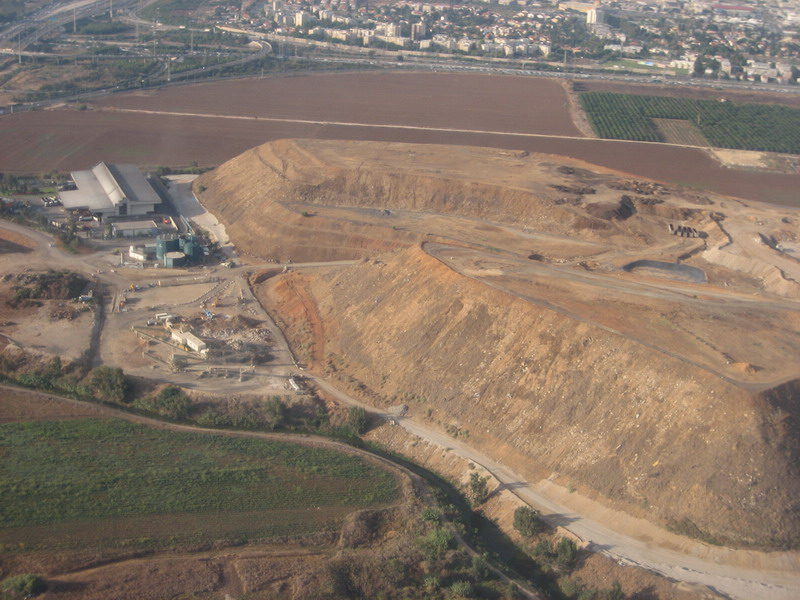
Звалище Хірія біля Тель-Авіва

Серед екологічних проблем варто відзначити:
- Обмежені ресурси сільськогосподарських земель, дефіцит прісної води.
- Спустелювання в районах поруч із пустелею, через знищення природного рослинного покрову та падіння рівня підземних вод.
- Забруднення повітря промисловими підприємствами й транспортними засобами. Використання бідного на сірку палива в тепловій енергетиці знизило кількість діоксиду сірки у викидах, проте збільшення числа автомобілів на дорогах привело до нового джерела забруднення. Впроваджені останніми роками заборона на використання свинця (у складі тетраетилсвинцю) в добавках до бензину, початок використання каталітичних конвертерів та зменшення вмісту сірки дещо зменшили проблему, але нездатні її повністю вирішити[28].
- Забруднення ґрунтових вод промисловими і побутовими стоками, мінеральними добривами й пестицидами, інтрузією морською води через надмірне використання запасів підземних вод. Поруч із роботами з покращення очищення стічних вод, виконуються із роботи з реабілітації раніше забруднених територій[28].
- Тверді побутові відходи. Збільшення кількості населення також привело до збільшення кількості твердих відходів. На початку XXI століття більшість нелегальних звалищ було знищено та замінено контрольованими та безпечними для навколишнього середовища. Проте невеликі розміри країни обмежують створення звалищ, і зараз уряд намагається максимально просувати програми перероблення відходів[28].

## Фізико-географічне районування
У фізико-географічному відношенні територію Ізраїлю можна розділити на 4 райони, що відрізняються один від одного рельєфом, кліматом, рослинним покривом:
- Середземноморська прибережна рівнина простягається уздовж східного узбережжя від кордону з Ліваном на півночі до сектора Газа на півдні[15]. Прибережна рівнина досить родюча із достатньою зволоженністю, історично була небезпечною щодо малярії. Рівнину перетинають кілька коротких струмків, з яких постійні протягом всього року лише два: Яркон і Кішон[15]. Вирощують цитруси та виноград[15]. Цей район зазвичай поділяють на п'ять окремих частин.
  - Західна Галілея простягається від поселення Рош-ха-Нікра на півночі до міста Хайфа на півдні. Це родючий район, берегова лінія поруч з яким формує затоку Хайфа, вона дуже порізана, із численними невеликими острівцями неподалік[29]. Решта берегової лінії порізана слабко і не має природних гаваней.
  - Рівнина Кармель простягається вузькою смугою (1-4 км) на південь від Хайфи до міста Зіхрон-Яаков.
  - Рівнина Шарон південніше міста Зіхрон-Яаков до струмка Яркон та міста Тель-Авів, це найнаселеніший район країни. На південь до поселення Нахал-Шікма простягається Центральна прибережна рівнина.
  - Юдейська рівнина (Західний Неґев, Шфела) — найпівденніша частина прибережної рівнини. Північна частина цієї ділянки, Бесор, вкрита саваною та досить густо населена, тоді як південна частина, Аґур-Халуца, населена дуже мало[29].
- Центральні пагорби простягаються на схід від Прибережної рівнини[15]. На півночі ці гори утворюють нагір'я Галілею, підвищену рівнину висотою в середньому 600—700 м На південь від Галілеї, на території правого берегу річки Йордан, знаходяться пагорби Самарії висотою близько 800 м, розділені численними родючими долинами, такими як Їзреел[15]. На південь від Єрусалима, знову на території Західного берегу, знаходяться пагорби Юдеї, середні висоти 610 м[15].

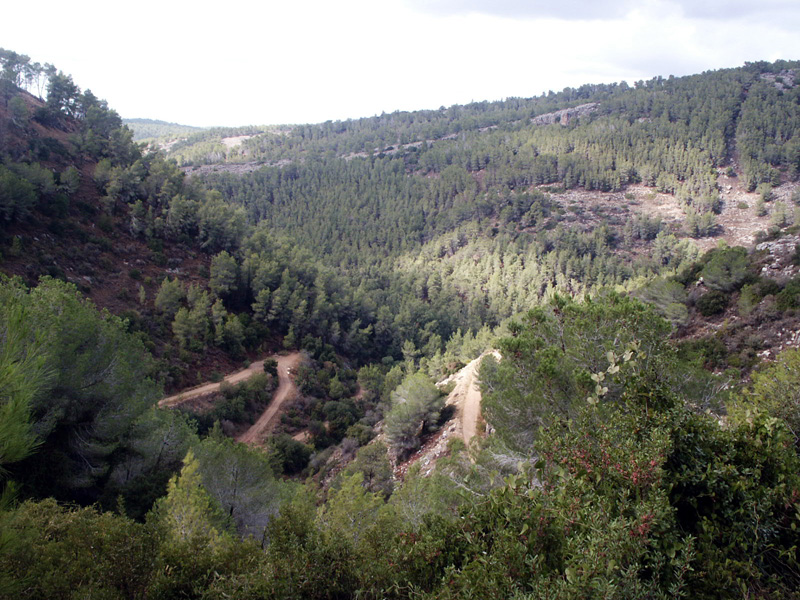
Пагорби Юдеї біля Єрусалима
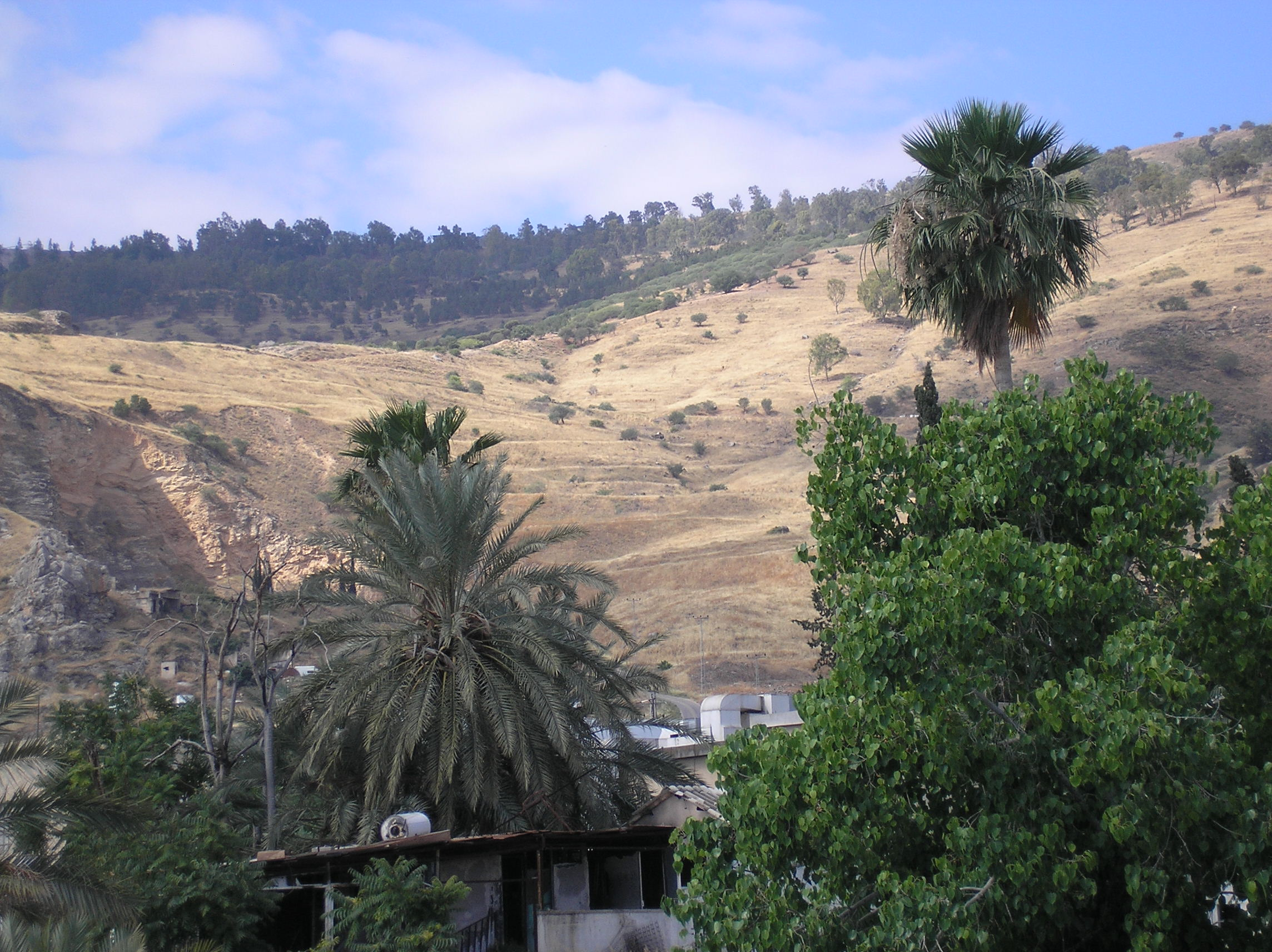
Йорданська долина біля міста Тиверія
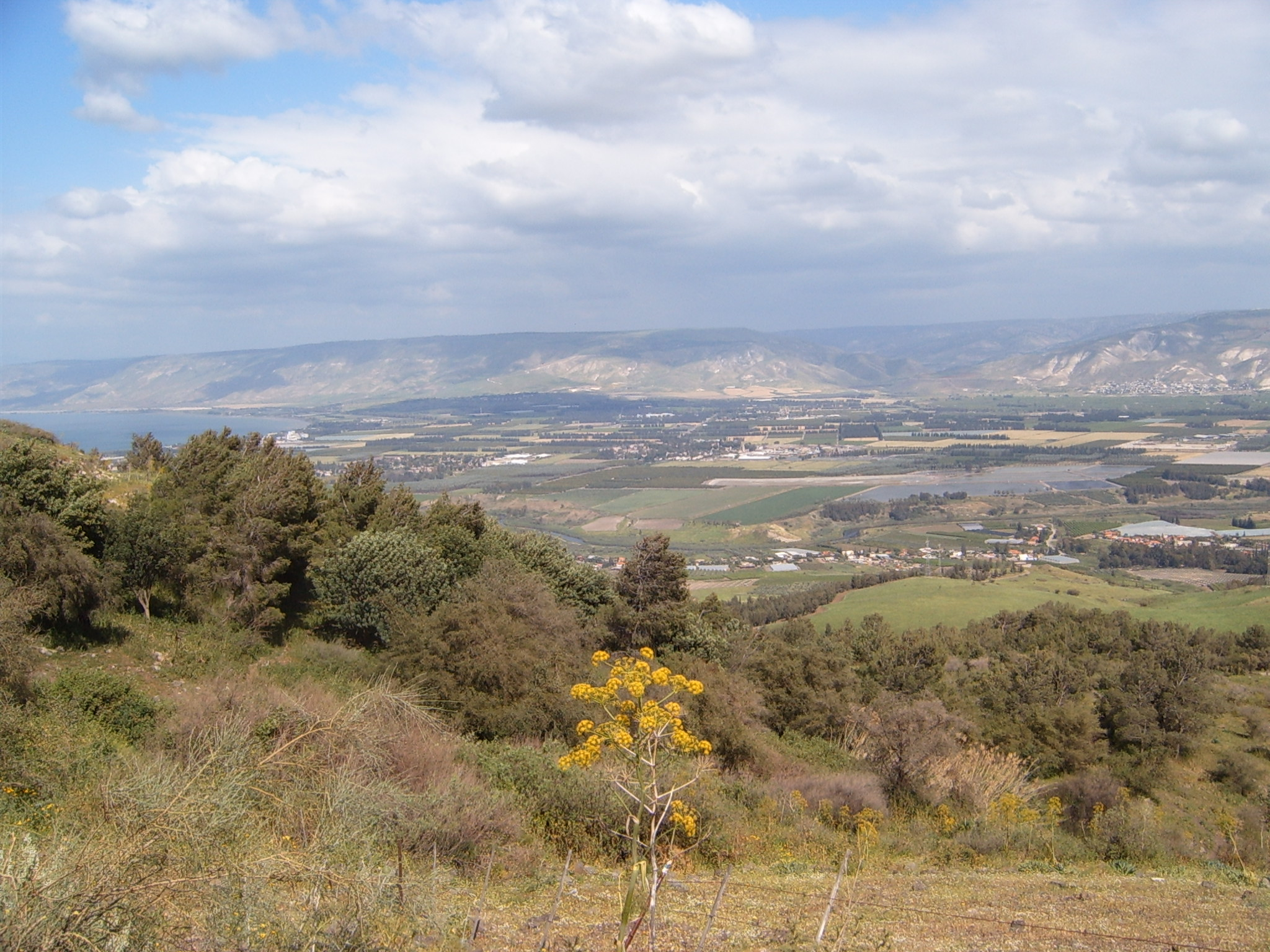
Йорданська долина, Галілея
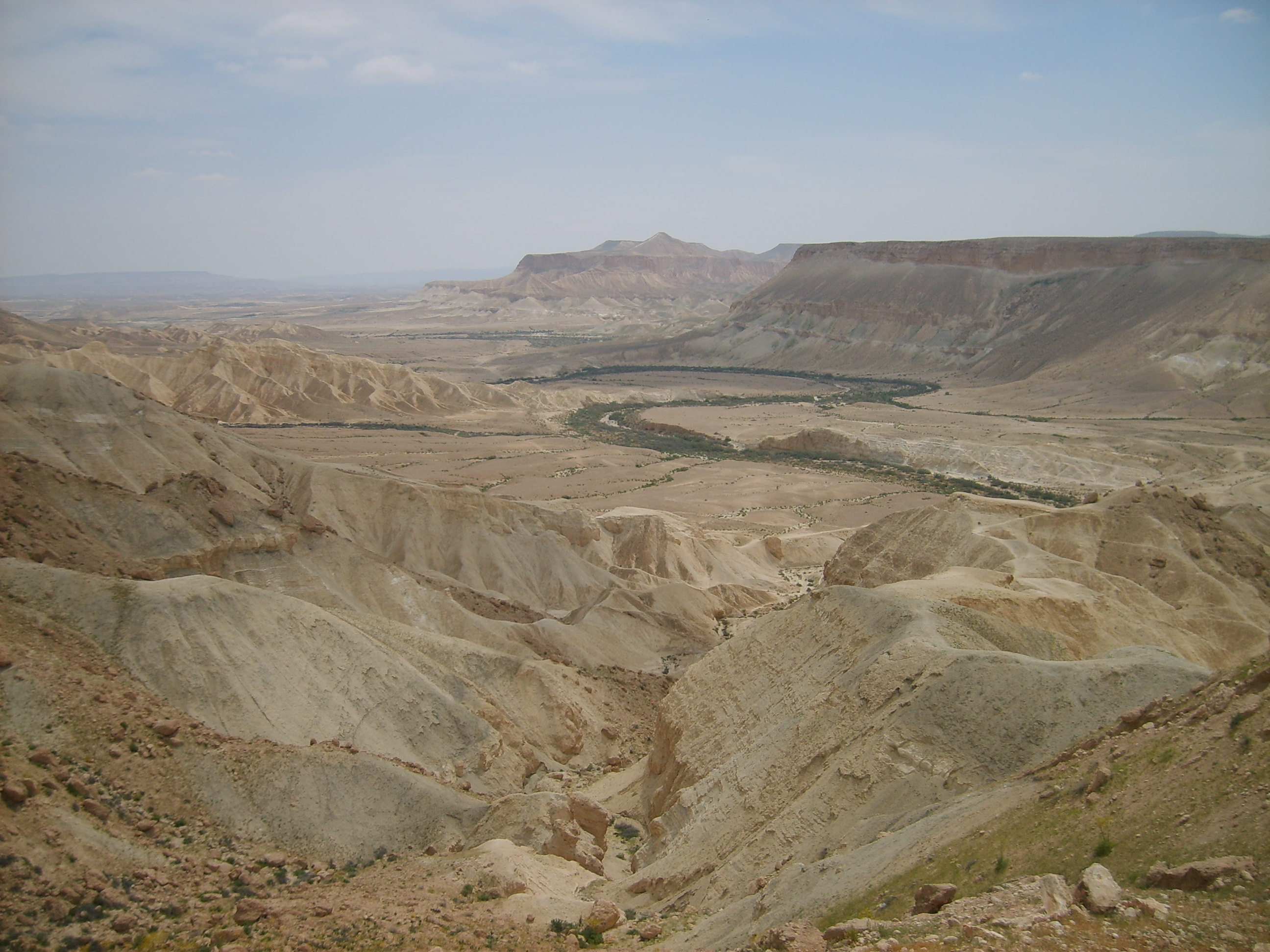
Пустеля Неґев

- Йорданська рифтова долина лежить на схід від смуги центральних пагорбів, частина Великої рифтової долини, що простягнулася на 6500 км від Сирії до Східної Африки[15]. Долиною течуть річка Йордан та лежать Тиверіадське озеро (важливе джерело прісної води регіону) і Мертве море[15]. Мертве море розташоване на висоті 420 м нижче рівня моря, це найнижча точка суші у світі[15].
- Пустеля Неґев займає всю південну частину країни, загальна площа 12 тис. км², що становить близько половини території держави[15]. Пустеля дещо перекривається з іншими топографічними районами країни, включаючи низовини на сході, пагорби в центрі та долину Арава на заході[15]. На території пустелі виділяють п'ять регіонів[30]:
  - Північний Неґев отримує щороку близько 300 мм атмосферних опадів та має відносно родючі ґрунти.
  - Західний Неґев отримує близько 250 мм опадів, його ґрунти більш піщані.
  - Центральний Неґев отримує близько 200 мм опадів, ґрунти тут щільніші, непроникні для води, через що ерозія ґрунту значна.
  - Південний Неґев — посушлива зона з високими піщаними пагорбами й рівнинами, порізана каньйонами і ваді (руслами річок, які заповнюються водою в певні сезони). Зимові дощі тут часто спричиняють повені. Ще південніше - район голих вершин і кратерів, кам'янистих плато, де клімат сухіший і гори вищі[31].
  - Високогір'я Рамат-га-Неґев знаходиться на висоті між 370 і 520 м над рівнем моря. Зимові та літні температури тут найбільш екстремальні. Ця територія отримує близько 100 мм опадів щороку, ґрунти бідні та засолені.
  - Долина Арава на кордоні з Йорданом найпосушливіша, вона отримує не більше 50 мм атмосферних опадів на рік[30].

### Українською
- Атлас світу / голов. ред. І. С. Руденко ; зав. ред. В. В. Радченко ; відп. ред. О. В. Вакуленко. — К. : ДНВП «Картографія», 2005. — 336 с. — ISBN 9666315467.
- Атлас. 7 клас. Географія материків і океанів / Укладачі О. Я. Скуратович, Н. І. Чанцева. — К. : ДНВП «Картографія», 2014.
- Бєлозоров С. Т. Географія материків. — К. : Вища школа, 1971. — 371 с.
- Барановська О. В. Фізична географія материків і океанів : навч. посіб. для студентів ВНЗ : [у 2 ч.]. — Н. : Ніжинський державний університет ім. Миколи Гоголя, 2013. — 306 с. — ISBN 978-617-527-106-3.
- Ізраїль // Гірничий енциклопедичний словник : [у 3-х тт.] / за ред. В. С. Білецького. — Д. : Східний видавничий дім, 2004. — Т. 3. — 752 с. — ISBN 966-7804-78-X.
- Дубович І. А. Країнознавчий словник-довідник. — 5-те вид., перероб. і доп. — К. : Знання, 2008. — 839 с. — ISBN 978-966-346-330-8.
- Панасенко Б. Д. Фізична географія материків : навч. посіб. : в 2 ч. — В. : ЕкоБізнесЦентр, 1999. — 200 с.
- Фізична географія материків та океанів : підруч. для студ. вищ. навч. закл. : у 2 т / за ред. П. Г. Шищенка. — К. : Видавництво Київського нац. ун-т ім. Т. Шевченка, 2009. — Т. 1. : Азія. — 643 с. — ISBN 978-966-439-257-7.
- Юрківський В. М. Регіональна економічна і соціальна географія. Зарубіжні країни: Підручник. — 2-ге. — К. : Либідь, 2001. — 416 с. — ISBN 966-06-0092-5.

### Англійською
- (англ.) Graham Bateman. The Encyclopedia of World Geography. — Andromeda, 2002. — 288 с. — ISBN 1871869587.
- (англ.) Yehuda Gradus, Eran Razin, Shaul Krakover (1993). The industrial geography of Israel. Routledge. ISBN 978-0415021562. Архів оригіналу за 24 липня 2014. Процитовано 26 квітня 2009.
- (англ.) Ruth Kark (1990). The Land That Became Israel: Studies in Historical Geography. Yale University Press. ISBN 978-0300047189.
- (англ.) Yair Goldreich (2003). The Climate of Israel: Observation, Research and Application. Springer. ISBN 978-0306474453.
- (англ.) Elisha Efrat (1988). Geography and Politics in Israel Since 1967. Routledge. ISBN 978-0714633039.

### Російською
- (рос.) Авакян А. Б., Салтанкин В. П., Шарапов В. А. Водохранилища. — М. : Мысль, 1987. — 326 с. — (Природа мира)
- (рос.) Алисов Б. П., Берлин И. А., Михель В. М. Курс климатологии [в 3-х тт.] / под. ред. Е. С. Рубинштейн. — Л. : Гидрометеоиздат, 1954. — Т. 3. Климаты земного шара. — 320 с.
- (рос.) Апродов В. А. Вулканы. — М. : Мысль, 1982. — 368 с. — (Природа мира)
- (рос.) Апродов В. А. Зоны землетрясений. — М. : Мысль, 2010. — 462 с. — (Природа мира) — ISBN 978-5-244-01122-7.
- (рос.) Бабаев А. Г., Зонн И. С., Дроздов Н. Н., Фрейкин З. Г. Пустыни. — М.  : Мысль, 1986. — 320 с. — (Природа мира)
- (рос.) Букштынов А. Д., Грошев Б. И., Крылов Г. В. Леса. — М. : Мысль, 1981. — 316 с. — (Природа мира)
- (рос.) Власова Т. В. Физическая география материков. С прилегающими частями океанов. Евразия, Северная Америка. — 4-е, перераб. — М. : Просвещение, 1986. — 417 с.
- (рос.) Гвоздецкий Н. А. Карст. — М. : Мысль, 1981. — 214 с. — (Природа мира)
- (рос.) Гвоздецкий Н. А., Голубчиков Ю. Н. Горы. — М. : Мысль, 1987. — 400 с. — (Природа мира)
- (рос.) Географический энциклопедический словарь: географические названия / под. ред. А. Ф. Трёшникова. — 2-е изд., доп. — М. : Советская энциклопедия, 1989. — 585 с. — ISBN 5-85270-057-6.
- (рос.) Исаченко А. Г., Шляпников А. А. Ландшафты. — М. : Мысль, 1989. — 504 с. — (Природа мира) — ISBN 5-244-00177-9.
- (рос.) Каплин П. А., Леонтьев О. К., Лукьянова С. А., Никифоров Л. Г. Берега. — М. : Мысль, 1991. — 480 с. — (Природа мира) — ISBN 5-244-00449-2.
- (рос.) Словарь современных географических названий / под общей редакцией акад. В. М. Котлякова. — Екатеринбург : У-Фактория, 2006.
- (рос.) Лобова Е. В., Хабаров А. В. Почвы. — М. : Мысль, 1983. — 304 с. — (Природа мира)
- (рос.) Максаковский В. П. Географическая картина мира. Книга I: Общая характеристика мира. — М. : Дрофа, 2008. — 495 с. — ISBN 978-5-358-05275-8.
- (рос.) Максаковский В. П. Географическая картина мира. Книга II: Региональная характеристика мира. — М. : Дрофа, 2009. — 480 с. — ISBN 978-5-358-06280-1.
- (рос.) Ізраїль // Поспелов Е. М. Топонимический словарь. — М. : АСТ, 2005. — 229 с. — ISBN 5-17-016407-6.
- (рос.) Пфеффер П. Азия. — М. : Прогресс, 1982. — 316 с. — (Континенты, на которых мы живем)
- (рос.) География / под ред. проф. А. П. Горкина. — М. : Росмэн-Пресс, 2006. — 624 с. — (Современная иллюстрированная энциклопедия) — ISBN 5-353-02443-5.
- (рос.) Физико-географический атлас мира. — М. : Академия наук СССР и Главное управление геодезии и картографии ГУГК СССР, 1964. — 298 с.
- (рос.) Энциклопедия стран мира / глав. ред. Н. А. Симония. — М. : НПО «Экономика» РАН, отделение общественных наук, 2004. — 1319 с. — ISBN 5-282-02318-0.